# Reinado de Carlos IV de España

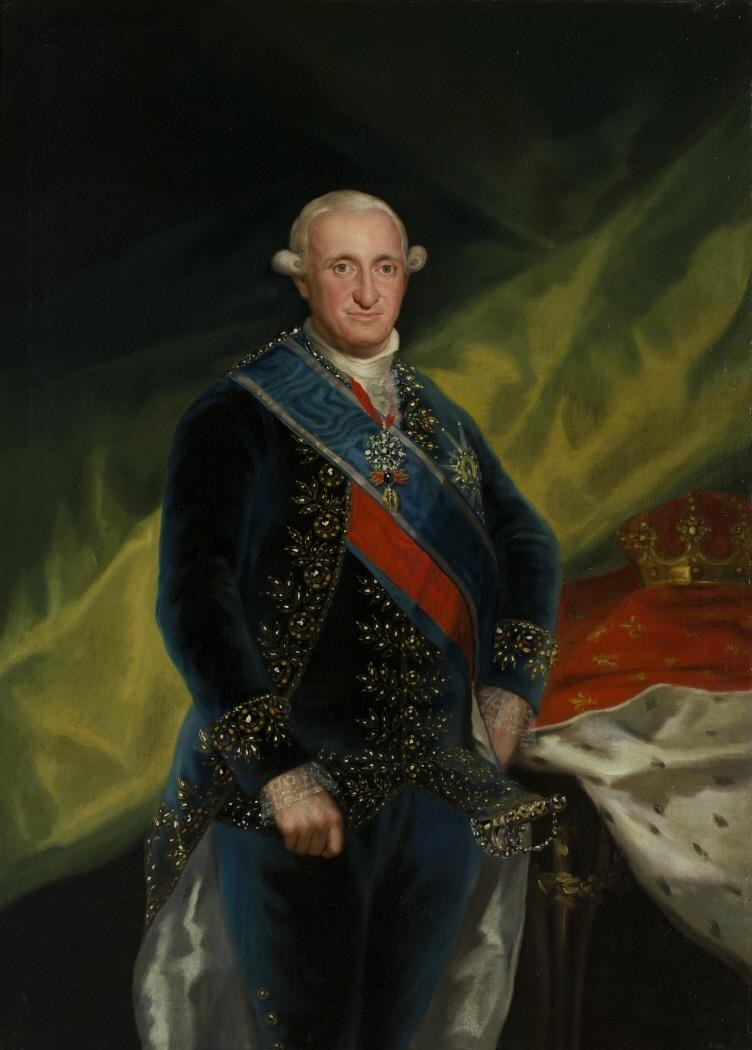
Retrato de Carlos IV por Francisco de Goya (1789).

El reinado de Carlos IV de España (1788-1808) estuvo marcado por el impacto que tuvo en España la Revolución Francesa de julio de 1789 y su desarrollo posterior, especialmente después de que en 1799 Napoleón Bonaparte se hiciera con el poder.
La respuesta inicial de la corte de Madrid fue el llamado «pánico de Floridablanca» y la confrontación con el nuevo poder revolucionario tras la destitución, encarcelamiento y ejecución de Luis XVI, el jefe de la Casa de Borbón que también reinaba en la Monarquía de España, lo que condujo a la guerra de la Convención (1793-1795) que fue un desastre para las fuerzas españolas.
En 1796 Carlos IV y su todopoderoso primer ministro Manuel Godoy dieron un giro completo a su política respecto de la República Francesa y se aliaron con ella, lo que provocó la primera guerra con Gran Bretaña (1796-1802), que se desarrolló en el marco de la guerra de la Segunda Coalición y que supuso otro duro revés para la Monarquía de Carlos IV, además de provocar una severa crisis de la Hacienda Real que se intentó solucionar con la llamada «desamortización de Godoy» —el favorito quedó apartado del poder durante dos años (1798-1800)—. 
Tras la efímera Paz de Amiens de 1802 se inició la segunda guerra con Gran Bretaña, en el marco de la guerra de la Tercera Coalición, en la que la flota franco-española fue derrotada por la flota británica al mando del almirante Nelson en la batalla de Trafalgar (1805), lo que abrió la crisis definitiva de la Monarquía de Carlos IV, que culminaría con la conspiración de El Escorial de noviembre de 1807 y con el motín de Aranjuez de marzo de 1808, en el que Godoy perdió definitivamente el poder y Carlos IV se vio forzado a abdicar en su hijo Fernando VII. Sin embargo, dos meses después ambos acabarían firmando las abdicaciones de Bayona por las que cedían a Napoleón Bonaparte sus derechos a la Corona, quien a su vez los cedería a su hermano José I Bonaparte.
La mayoría de españoles, denominados «patriotas», no reconocieron las abdicaciones y siguieron considerando a Fernando VII como su rey en cuyo nombre se inició la guerra de la Independencia española, pero una minoría, formada por los llamados despectivamente «afrancesados», apoyaron a la Monarquía de José I, por lo que aquel conflicto fue la primera guerra civil de la Historia contemporánea de España.
El historiador Pedro Rújula ha destacado que durante el reinado de Carlos IV, lo que puede resultar paradójico por tratarse de «un rey tan poco carismático», tuvo lugar «un proceso de consolidación simbólica de la monarquía como referencia política con la que los vasallos se sentían progresivamente identificados». Es lo que se ha denominado «patriotismo monárquico», o «contrarrevolucionario», por oposición al «patriotismo» de la Revolución francesa, basado en el principio de la soberanía nacional. «El resultado fue un reforzamiento del poder absoluto del monarca apoyado en las excepcionales circunstancias que vivió España en el tránsito del siglo XVIII al XIX. El despotismo ministerial, entendido como concentración de poder en manos de la monarquía, fue más cierto que nunca. Sin embargo, esto se producía en una etapa crepuscular de las monarquías absolutas».

## El impacto de la Revolución Francesa (1789-1792)

### El «pánico de Floridablanca»
Las medidas que tomó José Moñino, conde de Floridablanca, como primer Secretario de Estado y del Despacho, en cuanto tuvo conocimiento del estallido de la Revolución francesa en julio de 1789 respondieron al temor de que en España pudiera ocurrir lo mismo, pues en aquel momento la Monarquía carecía de un dispositivo de seguridad y orden público que pudiera contrarrestar las posibles algaradas revolucionarias. Inmediatamente, pues, Floridablanca tomó una serie de medidas para evitar el «contagio», impidiendo que se conociera lo que estaba sucediendo en Francia y poniendo todo tipo de trabas a la propagación de las «ideas perniciosas» de los revolucionarios franceses. Así, por ejemplo, ordenó, según sus propias palabras, «formar un cordón de tropas en toda la frontera de mar a mar al modo que se hace cuando hay peste para que no se nos comunique el contagio». Asimismo, cerró precipitadamente las Cortes de Madrid de 1789 que desde el 19 de septiembre estaban reunidas para jurar al heredero al trono, debido a los últimos acontecimientos de Francia, pues el 6 de octubre se había producido el asalto al palacio de Versalles por los «patriotas» y Luis XVI se había visto obligado a trasladarse a París junto a la Asamblea Nacional Constituyente —que desde el 14 de julio, tras la toma de la Bastilla, se había convertido en el nuevo poder soberano de Francia—.

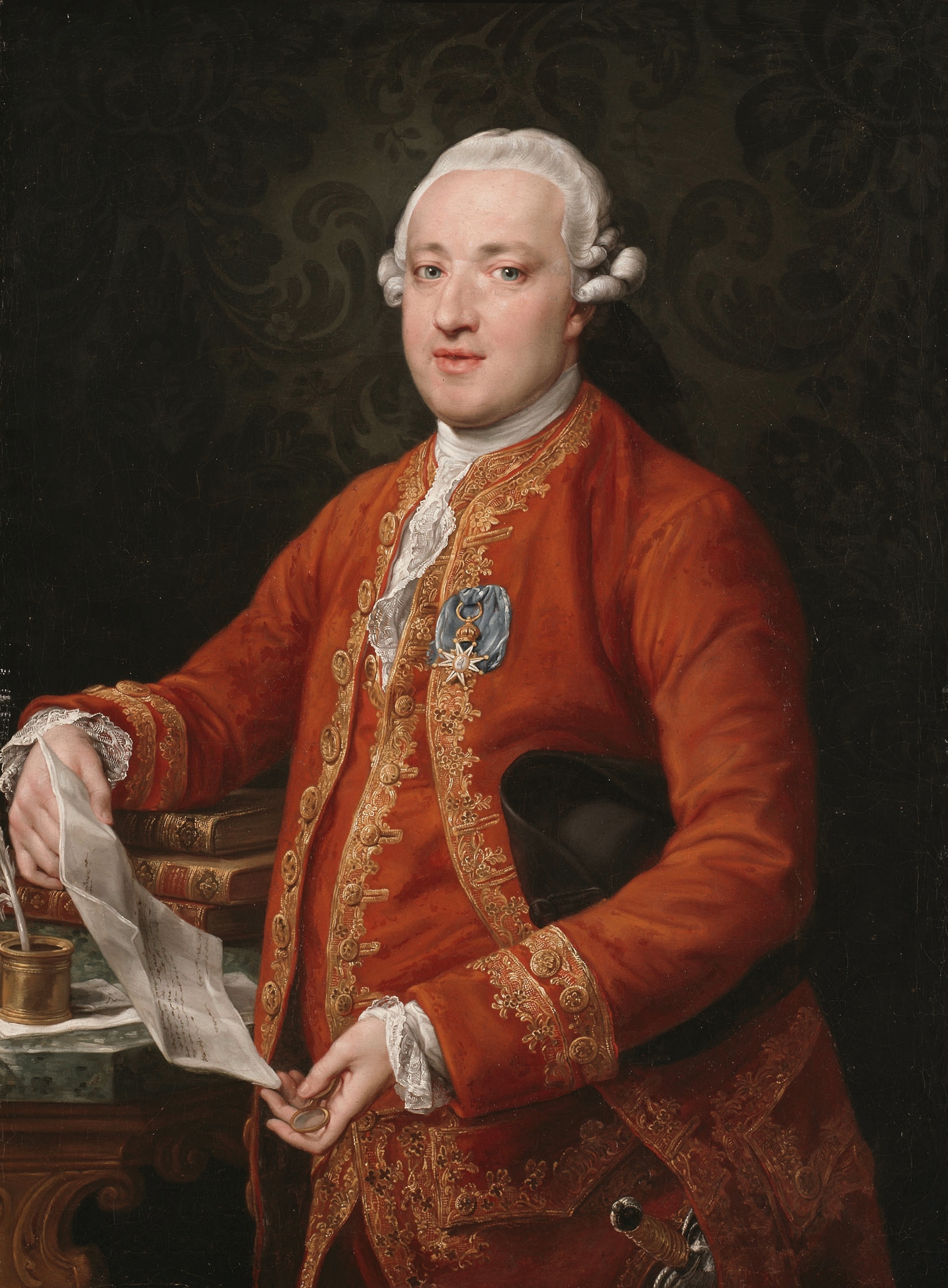
Retrato del conde de Floridablanca por Pompeo Batoni.

Además, Floridablanca decidió suspender todos los periódicos, excepto los oficiales (Gazeta de Madrid, Mercurio, Diario de Madrid), los cuales tenían prohibido mencionar los acontecimientos franceses; reforzar el control ideológico de la Inquisición, retornando a su primitiva función de aparato represivo al servicio de la Monarquía; crear en 1791 la llamada Comisión Reservada para perseguir a aquellas personas que defendieran las «ideas revolucionarias» —los miembros de la Comisión debían introducirse en las tertulias de personajes influyentes e informar de los temas de conversación y de quiénes intervenían—; confeccionar un censo de extranjeros para controlar sus movimientos, especialmente de los franceses, y a los que sólo se permitiría la estancia en España a los que jurasen fidelidad a la religión católica y al rey; ordenar a los corregidores que retiraran toda la propaganda que estimaran subversiva; etc.
Los acontecimientos franceses también tuvieron su impacto en el Imperio de las Indias porque España ya no pudo contar con la ayuda de la Monarquía francesa vinculada a la española por los «pactos de familia» —así llamados al ser los Borbones la casa reinante en ambas monarquías—, como ocurrió con la disputa mantenida con Gran Bretaña por el territorio de Nutca. El conflicto surgió en 1789 cuando unos exploradores y militares españoles yendo hacia el norte desde California, que entonces formaba parte del Virreinato de Nueva España, llegaron a la isla de Nutca, en la actual Columbia británica de Canadá, y allí se encontraron con militares y exploradores británicos que procedían del Este. Finalmente la monarquía española tuvo que renunciar a aquellos territorios en las Convenciones de Nutca firmadas en los años siguientes. Y también afectaron a la política mediterránea porque cuando las plazas del norte de África de Orán y Mazalquivir fueron atacadas por los piratas berberiscos el gobierno de Madrid optó por abandonarlas, a pesar de que habían resistido los ataques, para centrarse por completo en lo que estaba sucediendo en Francia.
Los acontecimientos en Francia obligaron finalmente a la Monarquía española a dejar en suspenso los «pactos de familia» con la Monarquía de Francia. La detención de Luis XVI en Varennes, tras su intento de fuga de París, en junio de 1791, inclinaron a Floridablanca a intervenir en defensa del rey francés y al envío de una nota diplomática a la Asamblea Nacional francesa en la que exhortaba a los franceses a respetar «la dignidad eminente de su persona sagrada [Luis XVI], su libertad, sus inmunidades y las de la familia real». La nota fue considerada como una injerencia inadmisible en los asuntos internos de Francia y empeoró las relaciones entre los dos estados —un diputado de la Asamblea afirmó que «las potencias de Europa sabrán que moriremos, si es necesario; pero que no permitiremos que intervengan en nuestros asuntos»—. Poco después Floridablanca se negó a aceptar la Constitución francesa de 1791, «por ser contraria a la Soberanía», ni a reconocer el juramento que de ella hizo Luis XVI el 14 de septiembre de 1791.
En un informe titulado Exposición que el señor Floridablanca hizo y leyó a S.M, en el Consejo, dando una idea sucinta del Estado de la Francia, de la Europa y de la España, con fecha 19 de febrero de 1792, el primer secretario resumía así lo que había sucedido en Francia tras el triunfo de la Revolución: «El Estado de la Francia es el de haber reducido al Rey al de un simple ciudadano» convertido en «el primer empleado en el servicio de la Nación»; haber destruido «la jerarquía eclesiástica» y «la nobleza, los blasones y armas, los títulos y todas las distinciones de honor»; haber proclamado «que todos los hombres son iguales, y que así el más infeliz artesano o jornalero es igual al propio Rey» y que la «Asamblea legislativa... podrá dictar leyes y decretos a su mismo soberano y a toda la nación y finalmente, que tendrá una absoluta libertad de hablar, escribir y obrar como le parezca». Su informe concluía con la frase: «En Francia se acabó todo».

### La caída de Floridablanca y el ascenso y caída de Aranda (febrero/noviembre de 1792)

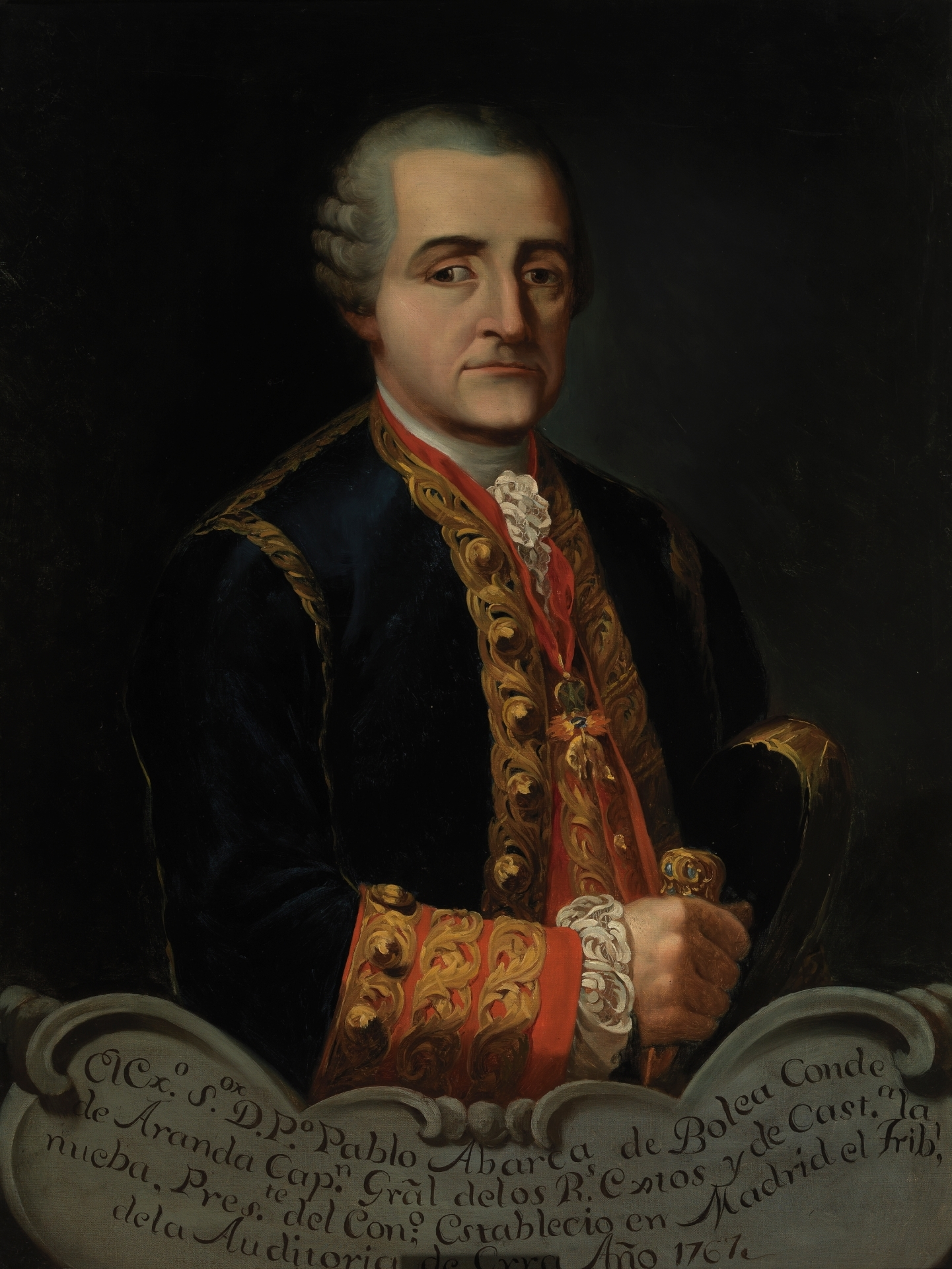
Conde de Aranda.

El 28 de febrero de 1792, pocos días después de presentar su informe, Carlos IV destituía al conde de Floridablanca y nombraba en su lugar al conde de Aranda, partidario de llevar adelante una política menos inflexible con la nueva «Monarquía Constitucional» francesa. La persona que convenció al rey para que cesara a Floridablanca fue el nuevo embajador francés, Jean-François de Bourgoing, que en una entrevista mantenida con Carlos IV justo el día anterior a la destitución del conde, habría amenazado con la ruptura con España si se mantenía la política intransigente de este —que continuaba negándose a reconocer el juramento de Luis XVI de la Constitución de 1791—. En la caída de Floridablanca, un manteísta y por tanto de origen modesto, también intervino el «partido aristocrático» encabezado por el propio Aranda, que según Floridablanca se movía «ya por resentimientos de no ser atendidos en todas sus pretensiones, ya por captarse el aura popular de que resisten a la autoridad, de los que se siguen gravísimos daños para la autoridad real y para la quietud y felicidad pública». Uno de los argumentos que utilizaron los «arandistas» en su contra fue la decisión de Floridablanca de abandonar las plazas de Orán y Mazalquivir que pasaron a soberanía de la Regencia de Argel a cambio de la concesión de ciertos privilegios comerciales.
En Francia el nombramiento de Aranda fue recibido con entusiasmo e incluso Condorcet le envió una carta de felicitación en el que le llamaba «defensor de la libertad contra la superstición y el despotismo». Inmediatamente Aranda desmontó el entramado administrativo creado por Floridablanca y suprimió la Junta Suprema de Estado que fue sustituida por el Consejo de Estado que fue restablecido con Aranda como decano, cargo que acumulaba al de Secretario de Estado y del Despacho, lo que le convertía en una especie de «primer ministro» pues el resto de Secretarios del Despacho pasaron automáticamente a formar parte del remozado Consejo de Estado. Para facilitar la asistencia del rey, su sede se fijó en el Palacio real.  Por otro lado, el conde de Aranda se ensañó con «quien había sido su contrincante político durante los últimos quince años» y tras desterrar a Floridablanca a Murcia lo mandó detener el 11 de julio cuando se encontraba en su pueblo natal, Hellín, permaneciendo encarcelado dos años en la ciudadela de Pamplona acusado de abuso de autoridad y de corrupción, hasta que en 1794 fue liberado por orden de Manuel Godoy y rehabilitado al año siguiente.
El conde de Aranda puso en marcha su programa de acercamiento a Francia para influir positivamente en la situación del rey y contar con el apoyo francés frente a Gran Bretaña. Así, por ejemplo, se suavizaron los controles sobre la prensa y en las fronteras. Sin embargo, Aranda acabó siendo desbordado por la radicalización de la revolución francesa —en agosto de 1792 Luis XVI fue destituido y encarcelado junto con su familia acusado de traición y al mes siguiente se proclamaba la República—. El conde de Aranda retiró al embajador en París, el conde de Fernán Núñez, y reunió al Consejo de Estado que acordó iniciar los preparativos para una intervención armada contra la «nación francesa y reducirla a la razón». Sin embargo, cuando se comenzaron a desplegar los dos ejércitos que invadirían Francia por los dos extremos de los Pirineos se pusieron en evidencia los problemas logísticos que planteaba la operación y las graves deficiencias que presentaban las unidades militares que iban a intervenir.
Aranda confiaba en que los ejércitos prusiano y austríaco que iban a invadir Francia por el norte conquistaran rápidamente París y no fuera necesaria la intervención española, pero cuando éstos fueron derrotados en la batalla de Valmy del 21 de septiembre de 1792 y los ejércitos revolucionarios franceses pasaron a la ofensiva toda su estrategia se vino abajo. Aranda optó entonces por defender la neutralidad, dada la falta de preparación del ejército español, por lo que en noviembre fue destituido por Carlos IV partidario de la intervención —como lo eran también los emigrés residentes en la corte de Madrid o el nuncio del Papa, declarado antiarandista «por el bien de la religión y del Estado»—. El conde de Aranda, que sólo estuvo ocho meses en el poder, fue sustituido por Manuel Godoy, un joven oficial de la Guardia de Corps proveniente de una familia hidalga extremeña, que se había ganado la confianza de los reyes por la lealtad que les profesaba. De hecho fue Godoy el encargado por Carlos IV de ofrecer el cargo a Aranda y además «entre marzo y noviembre, el joven favorito de veinticinco años disfrutó de un entrenamiento privilegiado al asistir con Aranda a las discusiones sobre política celebradas en el cuarto de la reina».

## El ascenso de Godoy y la guerra de la Convención (1793-1795)

### El ascenso de Manuel Godoy

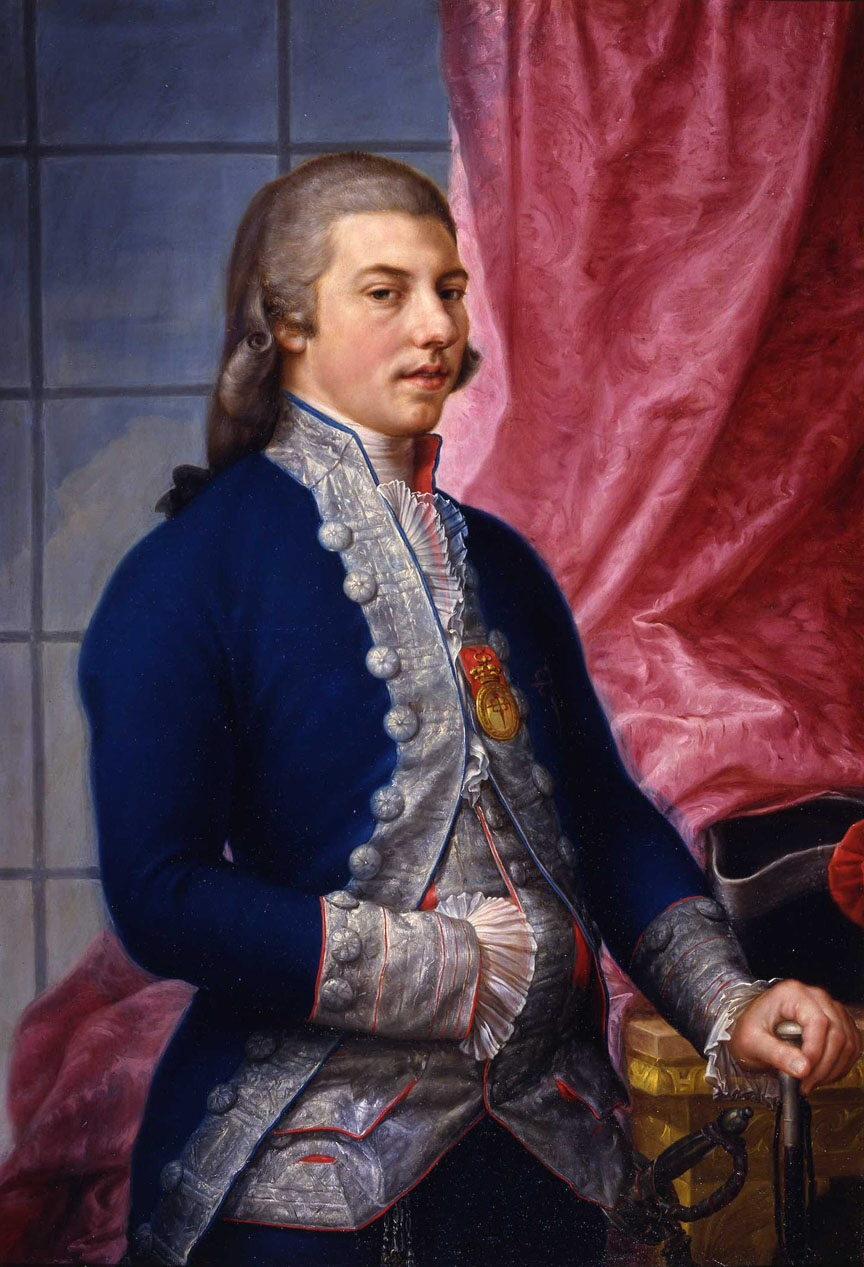
Godoy en 1792, por Francisco Bayeu.

Todavía hoy siguen siendo objeto de debate las razones por las que Manuel Godoy, un miembro de la pequeña nobleza extremeña que carecía de experiencia de gobierno, fue nombrado para el cargo de primer Secretario de Estado y del Despacho. El historiador Emilio La Parra, en su biografía de Godoy, lo explica así:

El rey, en suma, carecía del personal político adecuado para salir airoso del conflicto y, a su vez, debido a su empeño casi enfermizo por salvar a Luis XVI, había resuelto con el decidido apoyo de su esposa [la reina María Luisa de Parma]- tomar personalmente las decisiones fundamentales en lo concerniente a los acontecimientos franceses... En contra de la difundida imagen de indolencia en los asuntos de gobierno, se constata que en este caso Carlos IV los asumió con toda decisión e intentó imponer su criterio, aunque la resistencia de su primer ministro [el conde de Aranda}, por experiencia y quizá también par exceso de prudencia, no siempre facilitó tal cosa, como se vio en las sesiones del Consejo de Estado. Manuel Godoy, sin embargo, podía ser algo muy distinto y, sobre todo, sería la persona manejable deseada por Carlos IV, un 'instrumento' suyo, pues sólo a él y a su esposa debía su elevación y riquezas [hacía poco que Godoy había recibido el título de duque de la Alcudia, con las rentas correspondientes]. (... ) La "solución Godoy" fue la salida deseada por los reyes a la intensa crisis política de 1792. En esta coyuntura Carlos IV precisaba de una lealtad sin fisuras de su gobierno y del país

.
Este punto de vista es en gran parte compartido por el también historiador Enrique Giménez cuando subraya que la juventud de Godoy y la celeridad de su progresión en la corte no es un caso extraño en la Europa de la época —William Pitt (el Joven) fue nombrado primer ministro a los veinticuatro años; Godoy a los veinticinso— y que, por otro lado, si lo que buscaba Carlos IV era una persona «independiente», Godoy lo era pues «no pertenecía a ninguno de los dos grupos —manteístas o golillas y aristócratas o partido aragonés— que habían pugnado por el poder» durante el reinado de Carlos III. Pedro Rújula comparte también el punto de vista de Emilio La Parra:

Con él [el conde de Aranda], figura emblemática del partido aristocrático, podía pensarse que ante la amenaza revolucionaria se volvía la mirada hacia la nobleza como cuerpo intermedio indispensable para sostener el poder real sobre el territorio, aunque fuera a cambio, claro está, de proporcionar un nuevo protagonismo a la alta aristocracia. Sin embargo, la rápida destitución del conde de Aranda y la elevación de Manuel Godoy a la primera Secretaría de Estado imprimió un giro a la situación. Godoy, por encima de su identificación con alguno de los partidos cortesanos, era un hombre del rey, un instrumento del poder real. Por eso su acción... desarrolló una línea política orientada a fortalecer la posición de la monarquía. La guerra le proporcionó las condiciones adecuadas para llevar a cabo su proyecto. [...] La acción de Godoy en esta coyuntura consistió en concentrar la mayor cantidad de poder posible en manos del rey y, por ende, de las suyas propias.

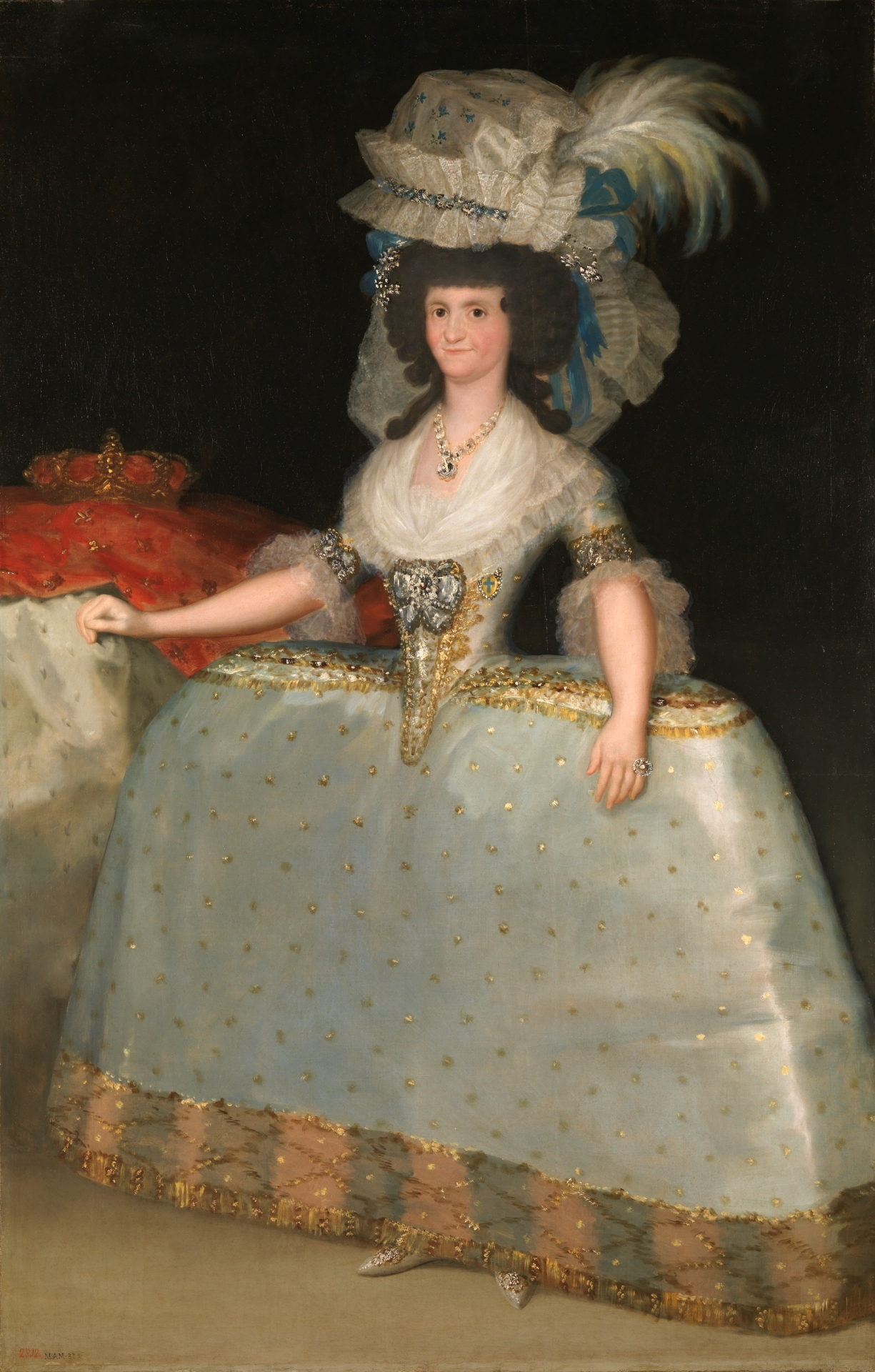
La reina María Luisa en 1789.

Antonio Elorza recupera la explicación tradicional, ya expuesta en su tiempo entre otros por el clérigo afrancesado Andrés Muriel —a quien Elorza cita—, de que el ascenso de Godoy se debió a su relación —«verosímilmente» sexual— con la reina , quien «tenía sometido a su voluntad al indolente Carlos IV»:

Los nuevos monarcas no abrigaban el mismo sentido de responsabilidad que presidió el largo reinado de su predecesor. Eran una pareja de incompetentes, desequilibrada además por el predominio de la reina. En un momento en el que el régimen dependía en exceso de las personas, Carlos IV y María Luisa eran los menos indicados para afrontar la crisis económica y política en la España de 1790. [...] Ese vacío de poder es la estructura de oportunidad en que va a irrumpir el joven hidalgo extremeño. [...] La desaparición de documentos sobre el tema en el Archivo Histórico Nacional impide seguir con precisión cómo el cuerpo de guardias de corps se constituye en vivero para las diversiones de la entonces princesa María Luisa de Parma... El resto de la historia es fácil de contar, aun en ausencia de apoyo documental. Entre quienes alcanzaron el favor de la princesa hubo uno que tal vez se ganó un grado de atención especial y, desde luego, vio abierta la posibilidad de transformar las atenciones recibidas en una vía de promoción política y económica a la medida de su ambición. Así comienza la historia de Manuel Godoy. En su gestación se encontraba la versatilidad de una reina que tenía sometido a su voluntad al indolente Carlos IV. Una versatilidad que dependía exclusivamente de sus inclinaciones pasionales, tuvieran o no estas un contenido sexual —que verosímilmente lo tenían—... Y gracias a ello, la carrera de Manuel Godoy fue meteórica.

El objetivo prioritario encomendado por los reyes a Godoy fue salvar la vida del jefe de la Casa de Borbón y éste empleó todos los medios que tuvo a su alcance —incluido el soborno a miembros destacados de la Convención, que era la institución que estaba juzgando a Luis XVI—, pero no tuvo éxito porque el rey fue declarado culpable y guillotinado el 21 de enero de 1793. A consecuencia de este hecho, las principales potencias europeas, incluida la Monarquía española y también Gran Bretaña —que firmaron el Tratado de Aranjuez—, entraron en guerra contra la República francesa. El conde de Aranda, que aún era miembro del Consejo de Estado y del Consejo de Castilla, desaconsejó al rey en un informe confidencial la declaración de guerra alegando que el ejército español no estaba en condiciones de combatir, además de que las malas comunicaciones en el norte de España dificultaría el movimiento de las tropas y su aprovisionamiento.
Un año después, tendría lugar un violento enfrentamiento entre el conde de Aranda y Godoy en la reunión que mantuvo el Consejo de Estado el 14 de marzo de 1794 al haberse opuesto el primero a la continuidad de la guerra en un informe que le había entregado al propio Godoy diez días antes —en este se decía: «España está exhausta de hombres y dinero, y no es posible llegar a tener aquellos ni este sin vejar a todos los vasallos»—. Este respondió: «Nuestro Ejército, muy reducido cuando hablé de él en el Consejo, se halla ahora en buen esta]do y cada día se aumenta y mejora». Además Godoy acusó a Aranda de estar «contagiado de las máximas de la Revolución francesa» por lo que «merece castigo». Por orden de Carlos IV, que se alineó con Godoy, el conde Aranda fue desterrado a Jaén y finalmente a la Alhambra de Granada donde quedó confinado.

### La campaña patriótica reaccionaria para apoyar la guerra
Para que la que sería conocida como la guerra de la Convención contara con el apoyo popular, Manuel Godoy inició una campaña «patriótica» sin precedentes en la que los miembros del clero, en su inmensa mayoría contrarios a las ideas y los valores de la Ilustración, participaron de forma entusiasta convirtiendo la contienda en una «cruzada» en defensa de la Religión y de la Monarquía y en contra del «impío francés» y de la «perversa Francia», encarnación del Mal Absoluto, e identificando la Ilustración con la Revolución. Fray Fernando de Ceballos escribió a Godoy en 1794 que «los franceses, con doscientos mil sans-culottes podrán hacer una devastación horrible, ¿pero cuánto mejor será la que harán cuatro o cinco millones de sansculottes, que están para nacer en España de labradores, artesanos, mendigos, vagos y canallas, si toman el gusto a los principios seductores de los Filósofos?». En el Manifiesto hecho público por el duque de Alburquerque en Zaragoza el 16 de agosto de 1794 se decía: «Todo lo que hay de más amado entre los hombres es lo que peligra: su Religión, su Rey, su Patria, sus Familias, y sus bienes».  Otro ejemplo de esta publicística contrarrevolucionaria es el siguiente texto:

El pueblo convencido de la verdad de su religión la amará y obedecerá sus preceptos, y ellos le enseñarán que, aunque sea a costa de su vida, no debe tolerar que se altere su pureza, que se corrompa la integridad y candor de su madre la Iglesia; de esta Santa Madre que lo recibió en su seno, a quien juró fidelidad y obediencia, y que con su fe y esperanza lo conduce a las dichas de la eternidad. También aprenderá a defender a su rey, imagen de Dios sobre la tierra, y a quien ha jurado también fidelidad; y perderá mil veces su fortuna y su vida antes de consentir en la menor desobediencia.

Los que lanzaron la campaña se basaron en el «mito reaccionario» que explicaría la Revolución como el resultado de una «conspiración universal» de «tres sectas» atentatorias contra «la pureza del catolicismo y el buen gobierno» (la filosófica, la jansenista y la masónica). Una teoría conspirativa elaborada por el abate francés Augustin Barruel y que en España difundirán fray Diego José de Cádiz, autor de El soldado católico en guerra de religión, y otros.

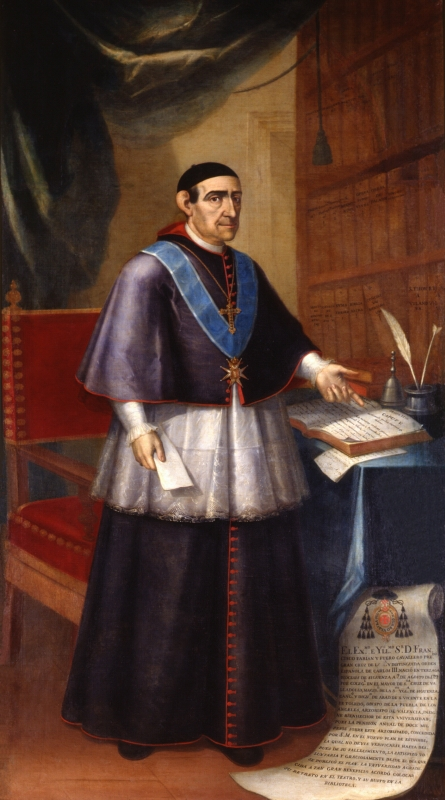
Obispo Francisco Fabián y Fuero.

Sin embargo, hubo algún miembro de la jerarquía eclesiástica que no secundó la campaña, como el arzobispo de Valencia Francisco Fabián y Fuero que se opuso a considerar el conflicto con Francia una «guerra de religión» lo que le enfrentó al Capitán General duque de la Roca, quien ordenó su detención el 23 de enero de 1794 con el pretexto de garantizar su seguridad, pero el arzobispo logró escapar de la ciudad y se refugió en Olba (Teruel). La intervención del Consejo de Castilla fue la que puso fin al conflicto. Reconoció que el capitán general se había excedido «notoriamente de sus facultades» y a cambio Fabián y Fuero aceptó renunciar al arzobispado el 23 de noviembre de 1794, siendo designado en su lugar un ferviente partidario de la «cruzada».
La Convención por su parte intentó contrarrestar la campaña antifrancesa y contrarrevolucionaria con varios manifiestos como el Aviso al pueblo español o como el llamado Als catalans en los que se destacaba que se había formado una «coalición monstruosa» con todos los tiranos de Europa, pero no tuvo ningún efecto frente a los relatos difundidos por los periódicos sobre la forma de actuar de los franceses —de la toma de Besalú informaron de que «en los templos derribaron las imágenes, las arcabucearon y después se ensuciaron con todo; en algunos pueblos han forzado a las mujeres y muerto a otras»— y sobre las ideas que propagaban, como la «destructora y absurda» idea de la igualdad que «borraba la natural distinción entre dueños y esclavos, próceres e ínfima plebe».
Como consecuencia de la campaña «patriótica» a favor de la guerra contra la Convención, en muchos lugares se produjeron ataques contra residentes franceses que nada tenían que ver con lo que estaba sucediendo en su país, con el «argumento» de que «todos» los franceses eran «infieles, judíos, herejes y protestantes», como afirmó un fabricante de linternas de Requena que propuso exterminarlos utilizando unos polvos elaborados por él para esparcir «peste, malos granos, carbunclos y landres». Especial gravedad revistió el motín antifrancés que estalló en Valencia en marzo de 1793 durante el cual fueron asaltadas e incendiadas muchas casas de comerciantes que vivían en la ciudad y, paradójicamente, también fueron objeto de la violencia popular los sacerdotes refractarios que estaban allí refugiados por haberse negado a hacer el juramento establecido en la Constitución Civil del Clero. A veces los motines estallaban por la difusión de rumores, como el que se expandió en Madrid de que las aguas de la capital habían sido envenenadas por franceses. Y también se producían como resultado de la competencia que le hacían los comerciantes franceses a los comerciantes locales, como en Málaga, donde fueron calificados como «malditos jacobinos capaces de contaminar a los más bien complexionados».
A la campaña reaccionaria se sumaron también algunos ilustrados a los que la Revolución Francesa les había agudizado sus sentimientos absolutistas e, incluso, su fervor religioso. Es el caso, por ejemplo, de Pablo de Olavide, que de perseguido por la Inquisición, pasa a publicar El Evangelio en triunfo, en el que defiende la más completa sumisión al Trono y al Altar.

### El desarrollo de la guerra y la aparición de sentimientos "catalanistas" y "vasquistas"
La guerra contra la República Francesa —llamada guerra de la Convención o guerra de los Pirineos y en Cataluña Guerra Gran, 'Guerra Grande'— resultó un desastre porque el ejército no estaba preparado y el estado de las comunicaciones dificultó el desplazamiento y abastecimiento de tropas, lo que venía a dar la razón al conde de Aranda. El ejército español compuesto por unos 55 000 soldados se desplegó en el centro y en los dos extremos de los Pirineos. La iniciativa la tomó el ejército estacionado en Cataluña que estaba al mando del general Antonio Ricardos que ocupó rápidamente el Rosellón pero sin llegar a ocupar la capital, Perpiñán —las tropas se dedicaron más bien a realizar actos simbólicos como sustituir la bandera tricolor de la República por la blanca de los Borbones o talar los árboles de la libertad—.
La contraofensiva republicana francesa se produjo a finales de 1793 ocupando el Valle de Arán y Puigcerdá, donde imprimieron la Declaración de Derechos del Hombre y del Ciudadano en catalán, y al año siguiente Seo de Urgel, Camprodón, San Juan de las Abadesas y Ripoll. En marzo de 1794 moría el general Ricardos que era sustituido por el conde de la Unión que se replegaba hacia el Ampurdán. A fines de 1794 caía el estratégico fuerte de San Fernando de Figueras que se creía inexpugnable —en realidad fue entregado por los oficiales de forma «vergonzosa»—, lo que desmoralizó a las tropas que combatían en Cataluña. En el extremo occidental de los Pirineos el avance francés casi no encontró oposición y fueron cayendo Fuenterrabía —donde según los rumores los soldados republicanos franceses cometieron profanaciones en edificios religiosos como vestir «a un santo de guardia nacional»— y San Sebastián, Tolosa, Bilbao y Vitoria, quedando libre el camino hacia Madrid. Mientras, en Cataluña caía Rosas en febrero de 1795 lo que dejaba expedito el avance hacia Barcelona.
La Armada española también tuvo un papel en la guerra. Una escuadra al mando de Juan de Lángara junto con una escuadra británica al mando del almirante Hood intentaron levantar el sitio de Tolón en apoyo de los realistas franceses cercados por los revolucionarios que bombardeaban la ciudad y el puerto, y entre los que se encontraba un joven oficial de artillería llamado Napoleón Bonaparte. La operación fracasó y la flota hispano-británica tuvo que abandonar Tolón en diciembre de 1793.>
Durante la ocupación del País Vasco y del norte de Cataluña los revolucionarios franceses alentaron el particularismo en ambos territorios. En Cataluña prometieron la liberación del «yugo castellano» mediante la formación de una república catalana independiente con el propósito final de asimilarla a la República Francesa mediante la ruptura de «los lazos comerciales de este país [Cataluña] con el resto de España [y] multiplicarlos con nosotros a través de fáciles caminos» y la introducción de «la lengua francesa». En el otro lado los militares castellanos que mandaban las tropas de Carlos IV intentaron ganarse la confianza de los habitantes del antiguo Principado, que habían mostrado su rechazo a los reclutamientos y había habido conatos de indisciplina y deserciones, redactando en catalán las proclamas y manifiestos, lo que no sucedía desde el Decreto de Nueva Planta de Cataluña de 1716. Asimismo restablecieron el somatén que también había sido abolido por la «Nueva Planta» borbónica, y se permitió la creación de Juntas de Defensa y Armamento que debían culminar con la formación de una hipotética Junta del Principado que nunca llegó a ser realidad. Solo funcionaron las Juntas a nivel de corregimiento con la única finalidad de «contener al enemigo» y bajo el control estricto del Capitán General.
En el País Vasco la iniciativa la tomó la Junta General de Guipúzcoa que tras la reunión celebrada en Guetaria en junio de 1794 planteó a las autoridades francesas la posible independencia de la «provincia», aunque lo que a ésta le ofrecieron fue integrarse en la República francesa, alternativa «imposible, pues los valores y los conceptos revolucionarios eran absolutamente ajenos al mundo tradicional y corporativo de la sociedad vasca», afirma Enrique Giménez —aunque tras la guerra algunos «colaboracionistas» guipuzcoanos que fueron juzgados mostraron su adhesión a los valores republicanos: «miraban hacia Francia y exclamaban: ¡Viva la República!». En el otro lado, al igual que en Cataluña, las autoridades militares españolas estimularon el «foralismo» vasco y navarro para que sus habitantes se comprometieran en la lucha contra el invasor, aunque precisamente los fueros plantearon problemas de reclutamiento de soldados.

### Los inicios del liberalismo español
Fueron muchos los ilustrados que no secundaron la campaña reaccionaria desplegada con motivo de la guerra de la Convención e incluso hubo un sector al que los sucesos revolucionarios franceses les indujeron a rebasar los postulados moderados de la Ilustración, lo que dio nacimiento a un movimiento abiertamente liberal. Juan Pablo Forner en una carta le comentaba a un amigo de Sevilla el ambiente que se vivía en Madrid:

En el café no se oye más que batallas, revolución, Convención, representación nacional, libertad, igualdad; hasta las putas te preguntan por Robespierre y Barrére, y es preciso llevar una buena dosis de patrañas gacetales para complacer a la moza que se corteja

Así, en los años 90 del siglo XVIII también se produjo una importante agitación "liberal" —proliferación de pasquines sediciosos, ostentación de símbolos revolucionarios, circulación de panfletos subversivos—, impulsada desde Bayona por una serie de ilustrados españoles exiliados que adoptaron los principios y los ideales de la Revolución francesa. El miembro más destacado y animador principal de este grupo era José Marchena, editor de la Gaceta de la Libertad y de la Igualdad, que estaba redactada en español y en francés, y cuya finalidad declarada era «preparar los espíritus españoles para la libertad». Además fue el redactor de la proclama A la Nación española, publicada en Bayona en 1792 con una tirada de 5.000 ejemplares, y en la que entre otras cosas pedía la supresión de la Inquisición, el restablecimiento de las Cortes estamentales o la limitación de los privilegios del clero —un programa ciertamente bastante moderado, dada la cercanía de Marchena a los girondinos—. Junto a Marchena se encontraban Miguel Rubín de Celis, José Manuel Hevia y Vicente María Santibáñez —este último tal vez el más radical, cercano a los jacobinos, defendía la formación de una Cortes que representaran a la «nación»—.
En el interior de España también hubo agitación liberal, cuya realización de mayor impacto fue la "conspiración de San Blas", así llamada porque fue descubierta el 3 de febrero de 1795, día de San Blas. Estaba encabezada por el ilustrado mallorquín Juan Picornell —cuyas preocupaciones hasta entonces se habían centrado en la renovación pedagógica y en el fomento de la educación pública— y los conjurados trataban de dar un golpe de Estado apoyado por las clases populares madrileñas para «salvar a la Patria de la entera ruina que la amenaza». Tras el triunfo del golpe se habría formado una Junta Suprema, que actuaría como gobierno provisional en representación del pueblo, y tras la elaboración de una Constitución se habrían celebrado elecciones, sin que estuviera claro si los conjurados se decantaban por la Monarquía constitucional o por la República, aunque sí sabían que la divisa del nuevo régimen sería libertad, igualdad y abundancia. Picornell y los otros tres detenidos fueron condenados a morir en la horca, pero la pena fue conmutada por la de cadena perpetua que debían cumplir en la prisión de La Guaira en Venezuela, pero consiguieron escapar de allí el 3 de junio de 1797, colaborando a partir de entonces con los criollos partidarios de la independencia de las colonias españolas de América.  En los años siguientes no hubo ningún otro intento de acabar con el Antiguo Régimen, aunque el gobierno mantuvo su temor al contagio revolucionario.
El liberalismo contaba con el precedente de algunos pensadores austracistas e ilustrados que en los años y décadas anteriores a la Revolución Francesa habían defendido el régimen parlamentario británico frente a las Monarquías absolutas del continente y que incluso habían asimilado algunos de los postulados de la revolución americana que dio nacimiento a los Estados Unidos. Juan Amor de Soria, perteneciente al "austracismo persistente", José Agustín de la Rentería, Valentín de Foronda y León de Arroyal, son considerados como los fundadores de la tradición liberal española. Así se expresaba en una carta León de Arroyal:

El poder absoluto del rey no hay quien pueda templarle, y no siempre nos podemos prometer que sean de una absoluta sabiduría muchas veces los efectos de su abuso [...] nuestro mal será incurable en tanto que subsistan las barreras que en el día tienen el Rey como separado de su reino; pues mientras no oiga al vasallo que lo necesita, es tanto como si estuviese en el Japón o California.

La suprema autoridad está repartida en multitud de consejos, juntas y tribunales, que todos obran sin noticia unos de otros; y así lo que uno manda, otro la desmanda, y todo en nombre del rey, por lo cual, decía un amigo mío que la potestad regia estaba descuartizada como los ajusticiados. Yo comparo nuestra monarquía, en el estado presente, a una casa vieja sostenida a fuerza de remiendos, que los mismos materiales que pretende componer un lado, derriban el otro, y sólo se puede enmendar echándola a tierra y reedificándola de nuevo"

### La paz de Basilea de 1795
El desastre militar y la lastimosa situación en la que quedó la Hacienda real —los gastos de la guerra habían provocado un «endeudamiento asfixiante»— junto con la aparición de sentimientos «catalanista» y «vasquista» en las «provincias» donde se estaba combatiendo obligaron a Godoy a iniciar negociaciones de paz. Del lado francés también había cansancio por la guerra y la caída de Robespierre en julio de 1794 y la llegada al poder de los republicanos moderados o thermidorianos abrió una nueva etapa en la República. Tras unos primeros contactos infructuosos, las negociaciones tuvieron lugar en Basilea donde residía F. Barthélemy, representante de la República francesa ante la Confederación Helvética, a donde acudió Domingo de Iriarte, embajador de la Monarquía de Carlos IV en la corte de Varsovia, quien conocía a Barthélemy desde su estancia en la embajada París en 1791, amistad que facilitó mucho llegar a un acuerdo —que también se vio favorecido por la muerte en prisión del Delfín Luis XVII el 8 de junio de 1795, ya que Carlos IV exigía su liberación como condición para lograr la paz—. Así finalmente los dos plenipotenciarios firmaron el 22 de julio de 1795 el Tratado de Basilea que puso fin a la guerra de la Convención.
En el Tratado de Basilea la Monarquía de España logró la devolución de todo el territorio ocupado por los franceses al sur de los Pirineos pero tuvo que ceder a Francia, a cambio, su parte de la isla de Santo Domingo en el mar Caribe, aunque conservó la Luisiana reclamada por los franceses. En una cláusula secreta se resolvió otro tema controvertido: la liberación de la hermana del delfín fallecido e hija de Luis XVI, que sería entregada al emperador de Austria. Además el Tratado abría la puerta a mejorar las relaciones entre la Monarquía de España y la República Francesa porque en su artículo 1 no sólo se hablaba de paz, sino de «amistad y buena inteligencia entre el Rey de España y la República francesa», e incluso en otro artículo se hablaba de la firma de un «nuevo tratado de comercio», aunque éste nunca vio la luz. Según el historiador Enrique Giménez, «la modestia de las reivindicaciones francesas» se debió a que «la República pretendía la reconciliación con España y reeditar la alianza que había unido a las dos potencias vecinas durante el siglo XVIII frente al común enemigo británico».
Como recompensa por el éxito de tratado, Godoy recibió de los reyes el título de "Príncipe de la Paz", algo que iba en contra de la tradición de la Monarquía Hispánica que sólo reconocía el título de príncipe al heredero al trono —en este caso al varón primogénito de los reyes, Fernando, Príncipe de Asturias—.
En octubre se firmó el Tratado de San Lorenzo por el que se fijaban las fronteras entre Estados Unidos y la colonia española de Florida.

## La alianza con la Francia revolucionaria y la primera guerra contra Gran Bretaña (1796-1802)

### El Tratado de San Ildefonso, las consecuencias de la guerra y la destitución de Godoy (1796-1798)
Un año después de la «Paz de Basilea», la Monarquía de Carlos IV se aliaba con la República Francesa mediante la firma del Tratado de San Ildefonso que tuvo lugar el 19 de agosto de 1796, cuya finalidad primordial era hacer frente al enemigo común, Gran Bretaña.  Como han señalado Rosa Mª Capel y José Cepeda fue un «pacto de familia sin familia».
En este vuelco de la política de la corte de Madrid respecto de la Revolución Francesa pesó sobre todo la defensa del Imperio de América frente a las ambiciones británicas, aunque también los intereses dinásticos de los Borbones en Italia, pues Carlos IV quería garantizar la continuidad de la Casa de Borbón en el ducado de Parma y en el reino de Nápoles, ambos amenazados por la invasión francesa iniciada por el general Napoleón Bonaparte en marzo de 1796 —de hecho los ejércitos franceses en su avance hacia Milán desde el Piamonte habían atravesado Parma, obligando al duque Fernando, hermano de la reina española, a que pagara una fuerte indemnización en víveres y en obras de arte—.
Para la República Francesa el interés principal de la alianza con la Monarquía de Carlos IV estribaba en poder contar con la flota de guerra española —la tercera más poderosa de la época, aunque poner en situación operativa la escuadra española supondría para la hacienda real unos gastos extraordinarios— y con el estratégico puerto de Cádiz, además de conseguir expulsar a los ingleses de Portugal.
Sólo dos meses después de la firma del Tratado de San Ildefonso la monarquía británica, sintiéndose amenazada, le declaraba la guerra a la monarquía española. En febrero de 1797 tenía lugar la batalla del Cabo de San Vicente en la que la flota española, aun siendo muy superior en número —24 navíos contra 15—, fue derrotada por la armada británica al mando del almirante Jarvis —el jefe de la flota española José de Córdoba fue condenado en un consejo de guerra al destierro fuera de Madrid y de cualquier provincia marítima de la península—. Sólo dos días después los británicos se apoderaban de la isla Trinidad en las Antillas en una actuación igualmente poco gloriosa tanto de la flota como del ejército español que la defendían. No sucedió lo mismo en los ataques a Puerto Rico (abril de 1797), a Cádiz (julio) y a Santa Cruz de Tenerife (julio), cuyos defensores lograron rechazar los intentos de desembarco británicos. Las dos últimas acciones fueron comandadas por el almirante Horatio Nelson, quien resultó herido en el ataque a Santa Cruz de Tenerife, perdiendo el brazo derecho y siendo capturado —«caballerosamente, el gobernador militar, general Antonio Gutiérrez, le permitió reembarcarse tras hacerle prometer que no volvería a atacar las islas Canarias»—.
Las consecuencias económicas de la guerra fueron mucho más graves que las de la guerra de la Convención ya que el corso inglés en el Mediterráneo desde Menorca —que volvió a ser ocupada por Gran Bretaña— y en el Atlántico, además del bloqueo de Cádiz tras la derrota naval del cabo San Vicente en febrero de 1797, interrumpieron el comercio español con "Las Indias", quedando las colonias americanas desabastecidas y sin posibilidad de dar salida a su producción colonial. En cuanto a la economía peninsular el bloqueo naval inglés supuso la quiebra de numerosas casas comerciales y de seguros de Cádiz y la reducción drástica de la producción manufacturera de Cataluña, para la que el mercado colonial era esencial. A esto hay que añadir que la situación económica se vio agravada por la pésima cosecha de 1798. Todo esto tuvo también repercusiones graves en la Hacienda pública cuyo déficit se hizo insostenible, ya que se redujeron las remesas de plata provenientes de América y también los ingresos aduaneros.

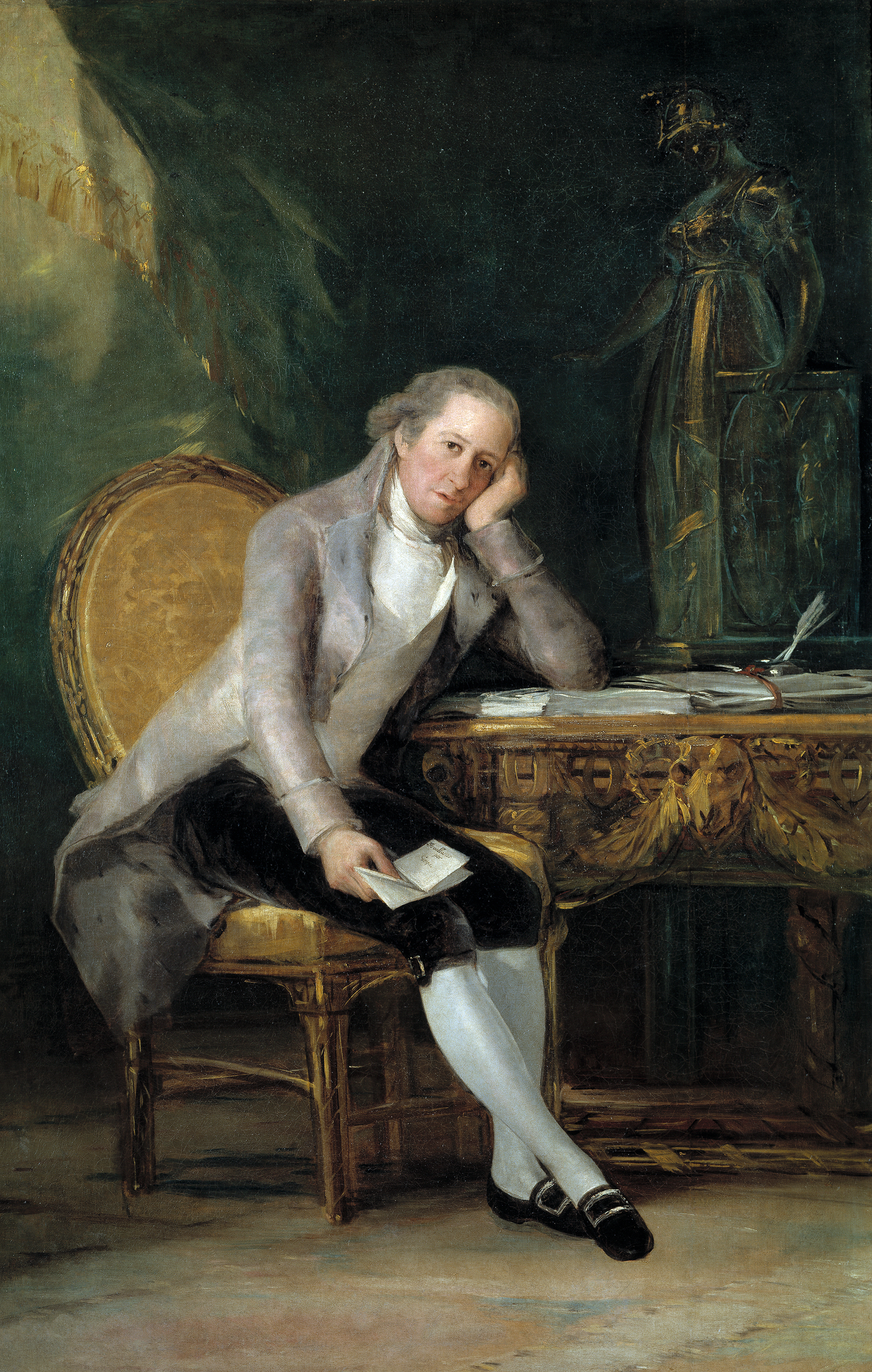
Gaspar Melchor de Jovellanos, retratado por Francisco de Goya.

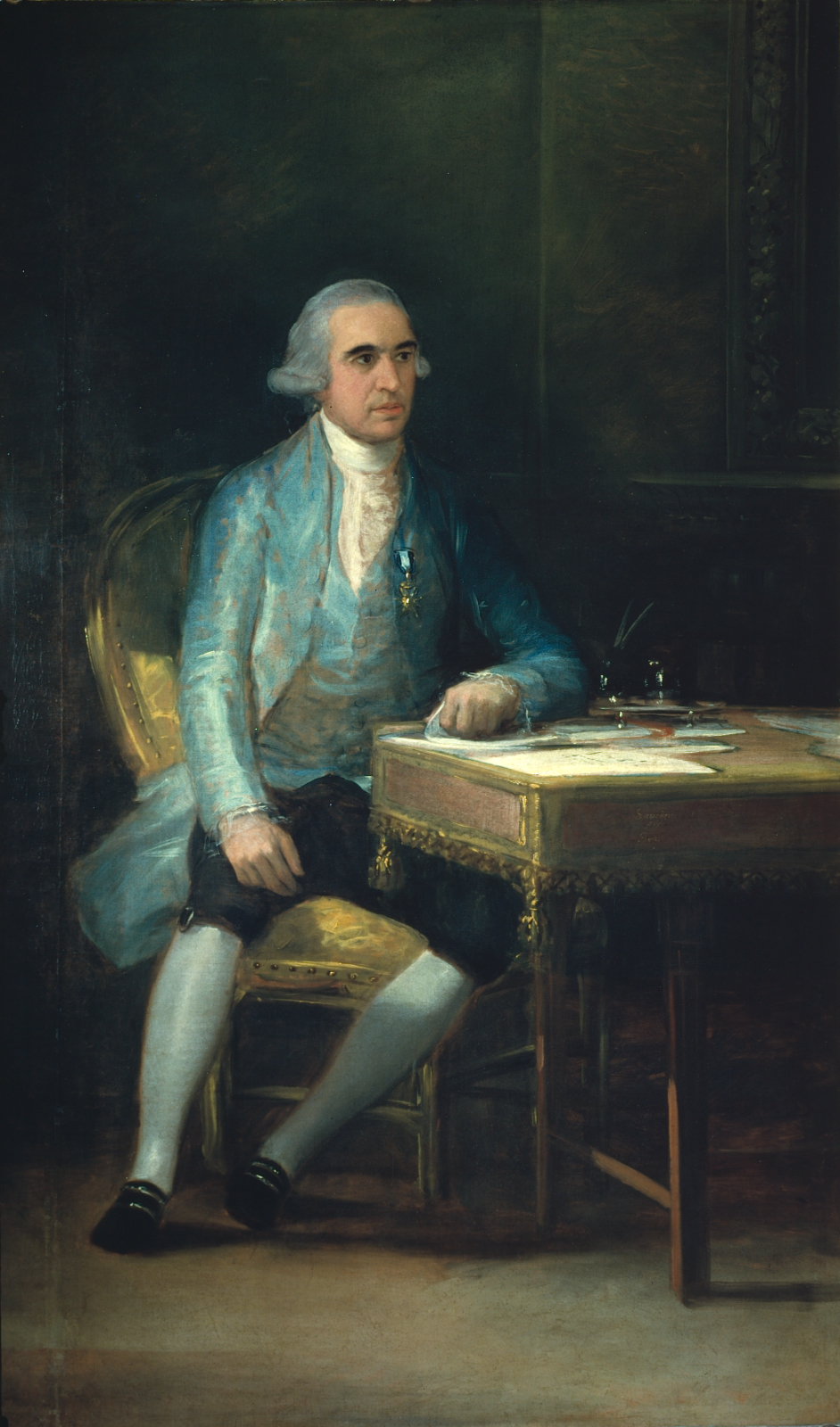
Francisco de Saavedra, retratado por Goya (1798).

La interrupción del comercio con América creó una situación tan dramática que un Decreto de 18 de noviembre de 1797 dejó en suspenso el monopolio comercial de la metrópoli, y permitió que las colonias pudieran comerciar con países neutrales —fundamentalmente los Estados Unidos—. Una medida que tuvo una enorme trascendencia de cara al futuro, ya que los criollos lograron productos manufacturados variados, de calidad y a precios ventajosos, de ahí que protestaran cuando en abril de 1799 se derogó el decreto de 1797.
Para hacer frente a la crítica situación Godoy dio entrada en su gobierno a dos reputados ilustrados: Gaspar Melchor de Jovellanos, en la Secretaría de Estado y del Despacho de Gracia y Justicia, y a Francisco de Saavedra en la de Hacienda. Además nombró al obispo ilustrado Ramón José de Arce como Inquisidor General y envió en noviembre de 1797 a París como embajador a Francisco Cabarrús para mejorar las relaciones con el Directorio bastante deterioradas porque éste había iniciado conversaciones de paz con los británicos sin contar con la Monarquía de España, a la que tampoco había consultado cuando impuso una fuerte contribución al reino de Nápoles a cambio de respetar su neutralidad en la guerra —los franceses por su parte empezaban a desconfiar de Godoy porque siempre daba largas cuando se hablaba de atacar Portugal, lo que achacaban a que una hija de Carlos IV era la esposa del regente portugués, y porque mantenía buenas relaciones con los franceses monárquicos exiliados en la corte de Madrid—.
A pesar de estos cambios, la crítica situación militar y económica y la desconfianza del gobierno republicano francés hacia Godoy —la gestión de Cabarrús en París empeoró aún más las relaciones con el Directorio— obligaron a Carlos IV a destituir a Godoy el 28 de marzo de 1798, aunque en el decreto de cese después de asegurar que conservaría «todos los honores, sueldos, emolumentos y entradas que en el día tenéis» el rey afirmaba estar «sumamente satisfecho del celo, amor y acierto con que habéis desempeñado todo lo que ha corrido bajo vuestro mando y que os estaré muy agradecido mientras viva».

### El gobierno de Urquijo y la «desamortización de Godoy» (1798-1800)

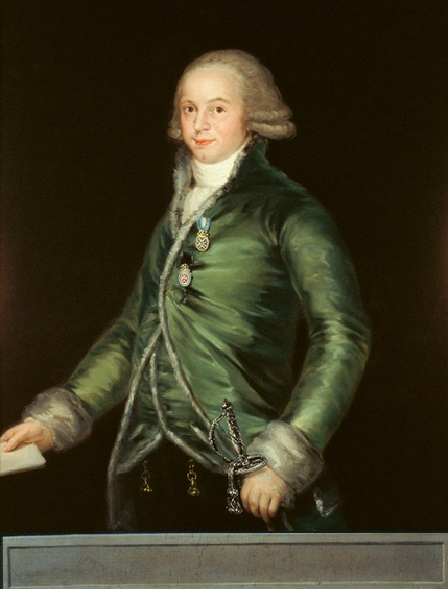
Mariano Luis de Urquijo, retratado por Francisco Agustín (1800,Real Academia de la Historia, Madrid).

El sustituto de Godoy fue Francisco de Saavedra pero debido a sus problemas de salud quien dirigió verdaderamente el gobierno fue el joven Mariano Luis de Urquijo, nombrado primer Secretario de Estado y del Despacho interino.
El primer problema que tuvo que abordar el nuevo gobierno fue la práctica bancarrota de la Hacienda Real, cuyo déficit se había intentado sufragar hasta entonces con continuas emisiones de vales reales cuyo valor se había ido deteriorando, ya que el Estado tenía muchos problemas para pagar los intereses y los vencimientos de estos. Urquijo recurrió a una medida extraordinaria: la apropiación por el Estado de ciertos bienes «amortizados», su posterior venta y la asignación del importe al pago de la deuda a través de una Caja de Amortización. Lo paradójico fue que esta primera desamortización española fue conocida, sin demasiado fundamento, como la «Desamortización de Godoy».
Así se puso a la venta el patrimonio de los Colegios Mayores, compensando a esta «mano muerta» con el 3 % del valor del mismo, que abonaría la Caja de Amortización; los bienes de los jesuitas, expulsados en 1767, que aún no hubiesen sido enajenados; y los bienes raíces pertenecientes a instituciones benéficas dependientes de la Iglesia, como Hospitales, Casas de Misericordia, Casas de Expósitos, Obras Pías, Cofradías, etc., y, a cambio, estas «manos muertas» recibirían una renta anual del 3 % del valor de las bienes vendidos. Con esta mal llamada «desamortización de Godoy» en diez años se liquidó una sexta parte de la propiedad rural y urbana que administraba la Iglesia. Además las consecuencias sociales de la misma no deben ser desdeñadas, ya que la red benéfica de la Iglesia quedó prácticamente desmantelada.

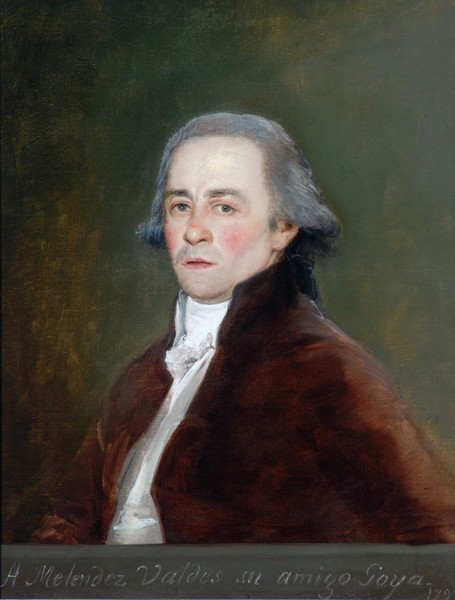
Juan Meléndez Valdés, retratado por Goya en 1797.

Urquijo intentó llevar a buen término la política regalista de creación de una Iglesia española independiente de Roma aprovechando las dificultades por las que atravesaba el Papado, cuyos Estados Pontificios habían sido ocupados por las tropas francesas al mando de Napoleón Bonaparte y el Papa había sido obligado a abandonar Roma tras la proclamación de la República. El proyecto de una Iglesia «nacional», que había sido iniciado en el último año de gobierno de Godoy, también tenía una importante repercusión económica pues dejarían de salir hacia Roma las tasas que cobraba la Iglesia en España por las gracias y dispensas matrimoniales, por ejemplo, que en 1797 habían supuesto cerca de 380 .000 escudos romanos. Así el decreto del 5 de septiembre de 1799, promulgado un mes después del fallecimiento de Pío VI en Francia y que sería conocido más adelante como el «Cisma de Urquijo», establecía que hasta la elección del nuevo papa «los arzobispos y obispos españoles usen de toda la plenitud de sus facultades, conforme a la antigua disciplina de la Iglesia, para dispensas matrimoniales y demás que les competen» y el rey asumía la confirmación canónica de los obispos que antes correspondía al papa, además de la retirada de la autoridad de los nuncios en sus Estados. Pero el decreto tuvo escasa vigencia porque el nuevo papa Pío VII, elegido en marzo de 1800 por el cónclave cardenalicio en Venecia, se negó a confirmarlo.
Tampoco tuvo éxito el intento de Jovellanos, secretario del Despacho de Gracia y Justicia, de recortar las atribuciones de la Inquisición que pasarían a los obispos, siguiendo el pensamiento episcopalista, porque no obtuvo el respaldo del rey Carlos IV. Fue destituido y confinado en su tierra natal, Asturias. La misma suerte sufrieron otros destacados ilustrados como Juan Meléndez Valdés, desterrado primero a Medina del Campo y luego a Zamora, o José Antonio Mon y Velarde, conde del Pinar, amigo de Jovellanos, que fue jubilado con la mitad de su sueldo.

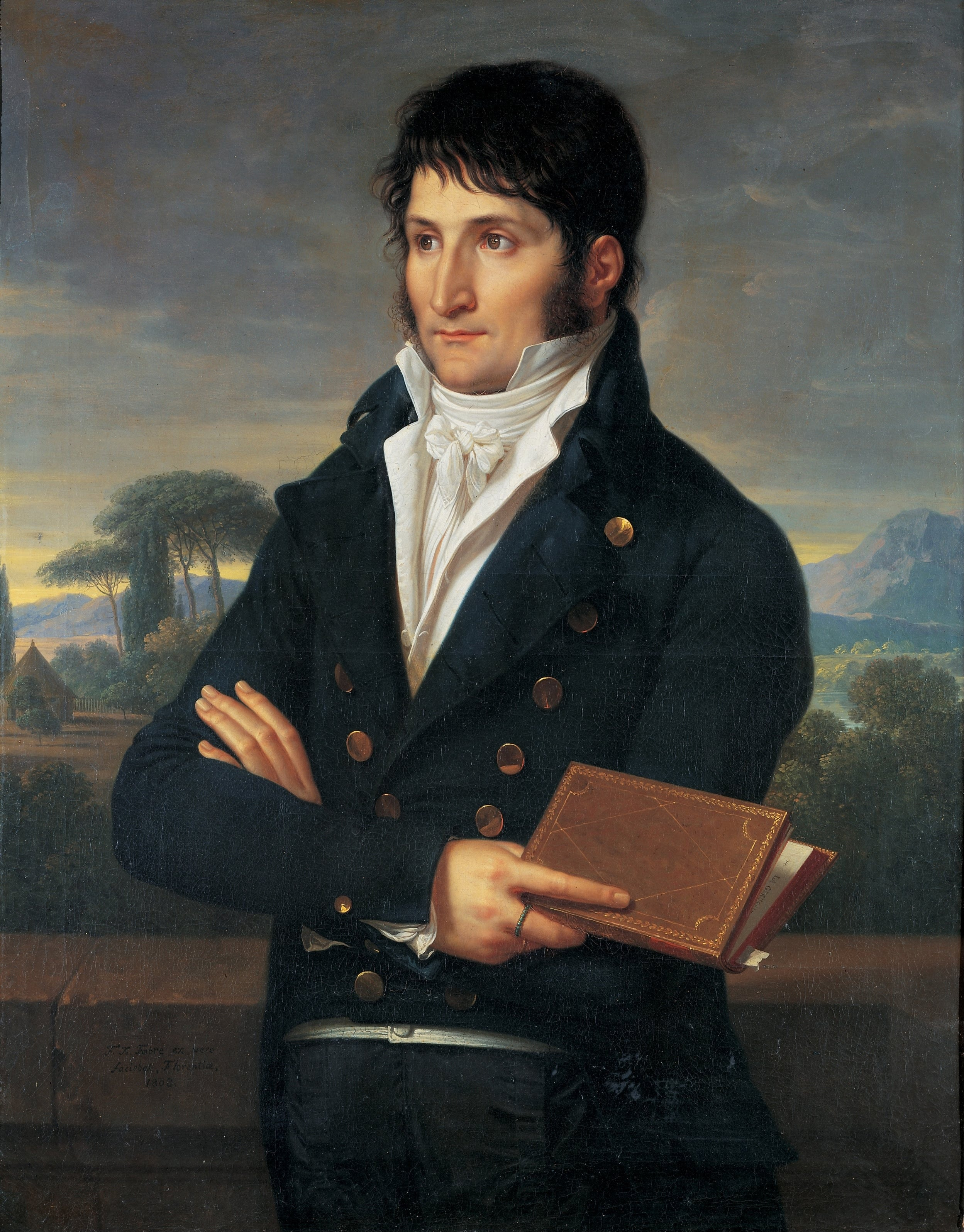
Lucien Bonaparte, hermano de Napoleón. La oposición de Urquijo a aceptarlo como embajador en España fue uno de los motivos de su caída. De hecho fue destituido sólo diez días después de la llegada de Lucien Bonaparte a Madrid.

El problema más grave al que tuvo que enfrentarse Urquijo, y que acabaría provocando su caída y destierro, fue la relación con la República Francesa, especialmente tras la formación de la Segunda Coalición antifrancesa, de nuevo encabezada por el Reino de Gran Bretaña y en la que se había integrado el reino de Nápoles, que presionaron a Urquijo para que abandonara el pacto con Francia y se sumara a la coalición —en septiembre de 1798 los británicos ocuparon Menorca de nuevo—, y sobre todo tras el golpe de Estado del 18 de brumario (9 de noviembre de 1799) con el que Napoleón Bonaparte se hizo con el poder en Francia, quien como ya había hecho el Directorio presionó a Urquijo para que dejara pasar un ejército francés que apoyara al español para invadir Portugal, base de la flota británica que operaba en el Mediterráneo y que también bloqueaba el estratégico puerto de Cádiz. Urquijo, contrario a la invasión de Portugal, intentó la vía diplomática para que Portugal y Francia firmaran la paz pero fracasó. Además ordenó el regreso de la escuadra española surta en el puerto francés de Brest y se opuso al nombramiento de Lucien Bonaparte como embajador plenipotenciario en España —por ser un hombre «conocido por sus tendencias y antecedentes revolucionarios»—, lo que provocó finalmente que el 13 de diciembre de 1800 Napoleón impusiera a Carlos IV la destitución de Urquijo y su sustitución por Manuel Godoy. En su caída también influyó el deseo de rey de mejorar las relaciones con la Iglesia católica tras el «cisma de Urquijo» —que fue como llamaron los sectores más conservadores del episcopado español al decreto del 5 de septiembre de 1799 y a quien también acusaron de jansenista—.
El propio Godoy también intrigó cerca de los reyes advirtiendo de los supuestos peligros que acechaban a la monarquía —«veo el reino conmovido»— y de la falta de respuesta de «los que gobiernan». Abandonando sus posiciones regalistas anteriores se sumó al partido jesuítico que se oponía al «decreto fatal» —así lo calificó Godoy en una carta dirigida a la reina, con la que mantenía una asidua correspondencia— del 5 de septiembre de 1799 y llegó a acusar a Urquijo en otra carta enviada a la reina de haber «introducido» la «Peste» en Andalucía al haber dado permiso al gobernador de Cuba y a otras personas que le acompañaban para que desembarcaran en Cádiz a pesar de que la isla estaba infectada de fiebre amarilla —aunque en realidad, según explica Antonio Elorza, el permiso lo había dado el gobernador de Cádiz sin el conocimiento de Urquijo—.

### La vuelta de Godoy, la ofensiva antiilustrada y la «Guerra de las Naranjas» (1800-1802)
En diciembre de 1800 Godoy volvió al poder pero no como secretario de Estado y del Despacho sino con una autoridad reforzada al recibir en octubre del año siguiente el título de Generalísimo de mis armas de mar y tierra lo que lo situaba muy por encima de los ministros. Una de las primeras medidas que tomó fue la persecución de los ilustrados y reformistas que habían apoyado al gobierno de Urquijo, para lo que se alió con el clero antiilustrado que constituía la mayoría de la Iglesia española de aquel momento —para ello nombró para la Secretaría de Gracia y Justicia al muy reaccionario José Antonio Caballero—. En esta campaña contó con el apoyo de la reina, aconsejada por su confesor Múzquiz, que en una carta privada afirmaba:

Nadie ha destruido y aniquilado esta monarquía como dos pícaros ministros, cuyo nombre no merecían, que es Jovellanos y Saavedra, y el intruso o ente de Urquijo... ¡Ojalá jamás hubiesen existido tales monstruos, así como quien los propuso con tanta picardía como ellos, que es el mal hombre de Cabarrús!

Para justificar la persecución se utilizó de nuevo el mito reaccionario de la conspiración jansenista y filosófica, que en aquel momento tuvo en el exjesuita Lorenzo Hervás y Panduro a su máximo propagador gracias a su obra Causas de la Revolución Francesa. La principal víctima de la ofensiva antiilustrada fue Gaspar Melchor de Jovellanos que fue encarcelado sin proceso en Mallorca en abril de 1801 y allí permaneció hasta abril de 1808, un mes después del motín de Aranjuez que supuso la caída definitiva de Godoy. Otros muchos «secuaces», según Godoy, de Jovellanos y de Urquijo, acusados de jansenismo y de opiniones perniciosas, fueron desterrados —como en el caso de Jovellanos el ostracismo se mantuvo durante los siete años siguientes—.

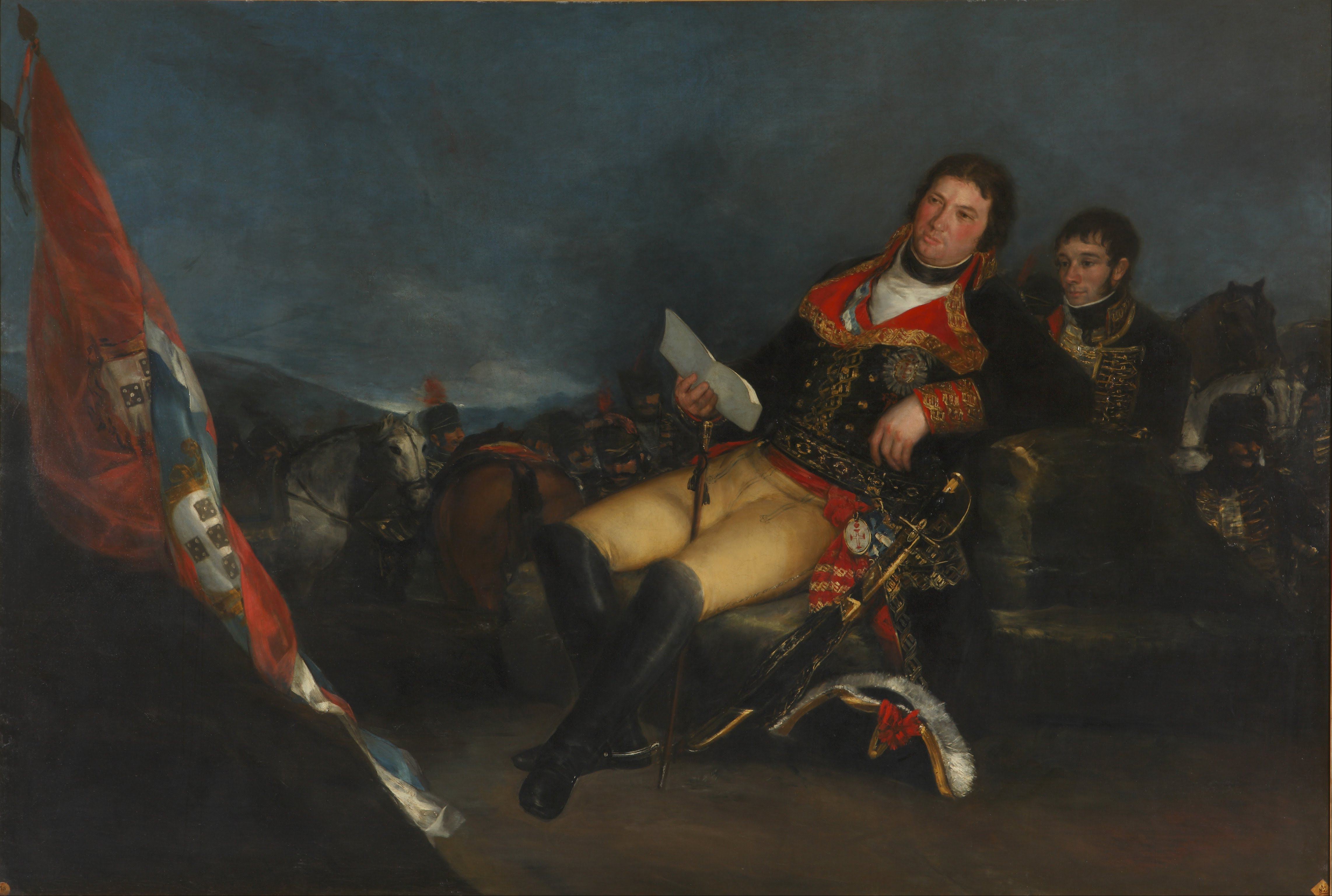
Godoy retratado por Goya en 1801 como general victorioso en la guerra de las Naranjas.

Cumpliendo los deseos de Napoleón plasmados en el Tratado de Madrid —seguido del Convenio de Aranjuez y del posterior Tratado de Aranjuez—, Godoy emprendió la guerra contra Portugal a la que Urquijo se había opuesto. La declaración de guerra tuvo lugar el 27 de febrero de 1801 —precedida de un ultimátum en el que se conminaba al regente portugués a que cerrara sus puertos a los barcos británicos—, pero los combates no comenzaron hasta el 19 de mayo. Comenzaba la llamada "guerra de las Naranjas", llamada así porque Godoy envió a la reina un ramo de naranjas portuguesas como obsequio. Sin embargo la guerra sólo duró tres semanas porque tras la toma por las tropas españolas de Olivenza y Jurumenha y los cercos de Elvas y Campo Mayor, se iniciaron las negociaciones de paz que concluyeron rápidamente con la firma el 8 de junio del Tratado de Badajoz. En el mismo el reino de Portugal se comprometió a cerrar sus puertos a los navíos ingleses y cedió la plaza de Olivenza a la Monarquía de España. Pero el tratado no fue del agrado de Napoleón porque éste exigía que la guerra continuara hasta la conquista completa de Portugal. Así que a raíz del mismo Napoleón comenzó a desconfiar de Manuel Godoy.  En América durante la "Guerra de las Naranjas" tuvo lugar la Conquista portuguesa de las Misiones Orientales.
Entre la declaración de guerra a Portugal y el inicio efectivo de la misma, Godoy y el embajador francés Luciano Bonaparte firmaron el 21 de marzo de 1801 el Tratado de Aranjuez, que ampliaba el  Tratado de San Ildefonso firmado por Urquijo en octubre del año anterior, por el que se aceptaba que el ducado de Parma pasara a Napoleón, compensando al duque Fernando I de Borbón-Parma con el Ducado de Toscana -cuyo soberano Fernando III, Gran Duque de Toscana se había visto obligado a abandonarlo, según el tratado de Lunéville firmado el 9 de febrero de 1801 entre Francia y el Sacro Imperio Romano Germánico—, reconvertido en el nuevo reino de Etruria. Además Napoleón obtenía de España la Luisiana que poco después sería vendida por los franceses a los Estados Unidos, además de aumentar su colaboración militar con la República Francesa.
En marzo de 1802 se ponía fin a la guerra de la Segunda Coalición, y con ella a la guerra angloespañola, con la firma del Tratado de Amiens entre la República Francesa y el Reino Unido de Gran Bretaña e Irlanda. Según los términos de tratado Menorca volvió a la soberanía española pero Gran Bretaña conservó la isla de Trinidad en el Caribe.

## La segunda guerra contra Gran Bretaña: el desastre de Trafalgar y sus consecuencias (1803-1807)
La Paz de Amiens duró muy poco porque en mayo de 1803 estalló una nueva guerra entre Francia y Gran Bretaña. Esta vez Godoy intentó mantener neutral a la Monarquía española buscando el apoyo del Imperio ruso, el Imperio austríaco y el reino de Nápoles, a pesar de la malas relaciones que mantenía Carlos IV con su hermano Fernando IV de Nápoles. Cuando esta iniciativa fracasó "compró" la neutralidad de la monarquía española mediante la firma del Tratado de subsidio por el que el gobierno español se comprometía a pagar seis millones de libras mensuales para colaborar con el esfuerzo bélico francés y a permitir la entrada en los puertos españoles de los buques de la armada francesa. Pero Napoleón lo que necesitaba era la Armada española para su proyecto de invasión de Gran Bretaña —«dominar las 24 horas del Canal»- hasta alcanzar las costas inglesas—,  así que cuando los pagos se retrasaron Godoy no tuvo más remedio que volver a la alianza con Francia en diciembre de 1804. Según Enrique Giménez en el cambio de actitud de Godoy también influyó la promesa hecha por Napoleón, recién coronado emperador, de otorgarle un reino en una de las provincias portuguesas.  Otra de las razones, apuntan Rosa Mª Capel y José Cepeda, fue el ataque de improviso, conocido como la batalla del Cabo de Santamaría que sufrió en octubre de 1804 una flotilla de cuatro fragatas procedentes del Río de la Plata al mando de José de Bustamante y Guerra y de Diego de Alvear y Ponce de León por barcos británicos, sin que hubiera habido ninguna declaración de guerra por ninguna de las partes.

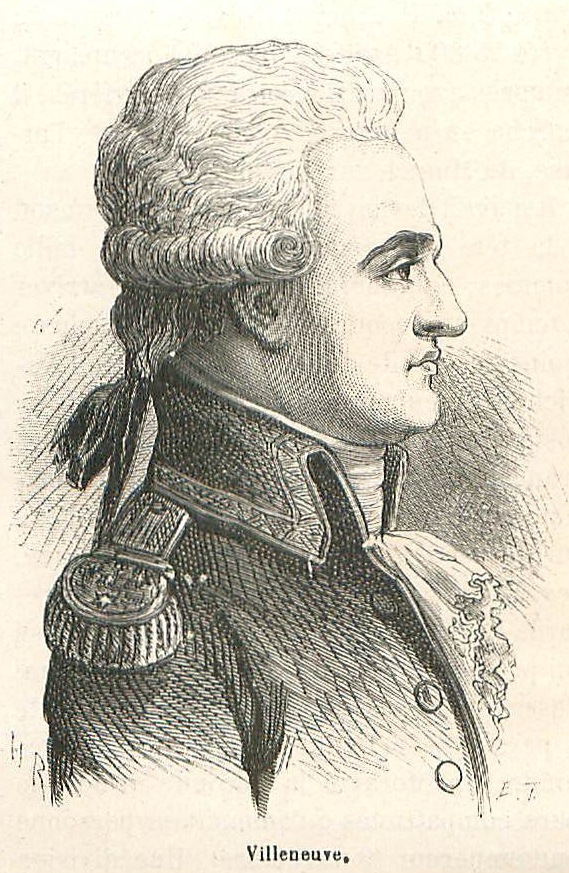
Almirante Villeneuve.

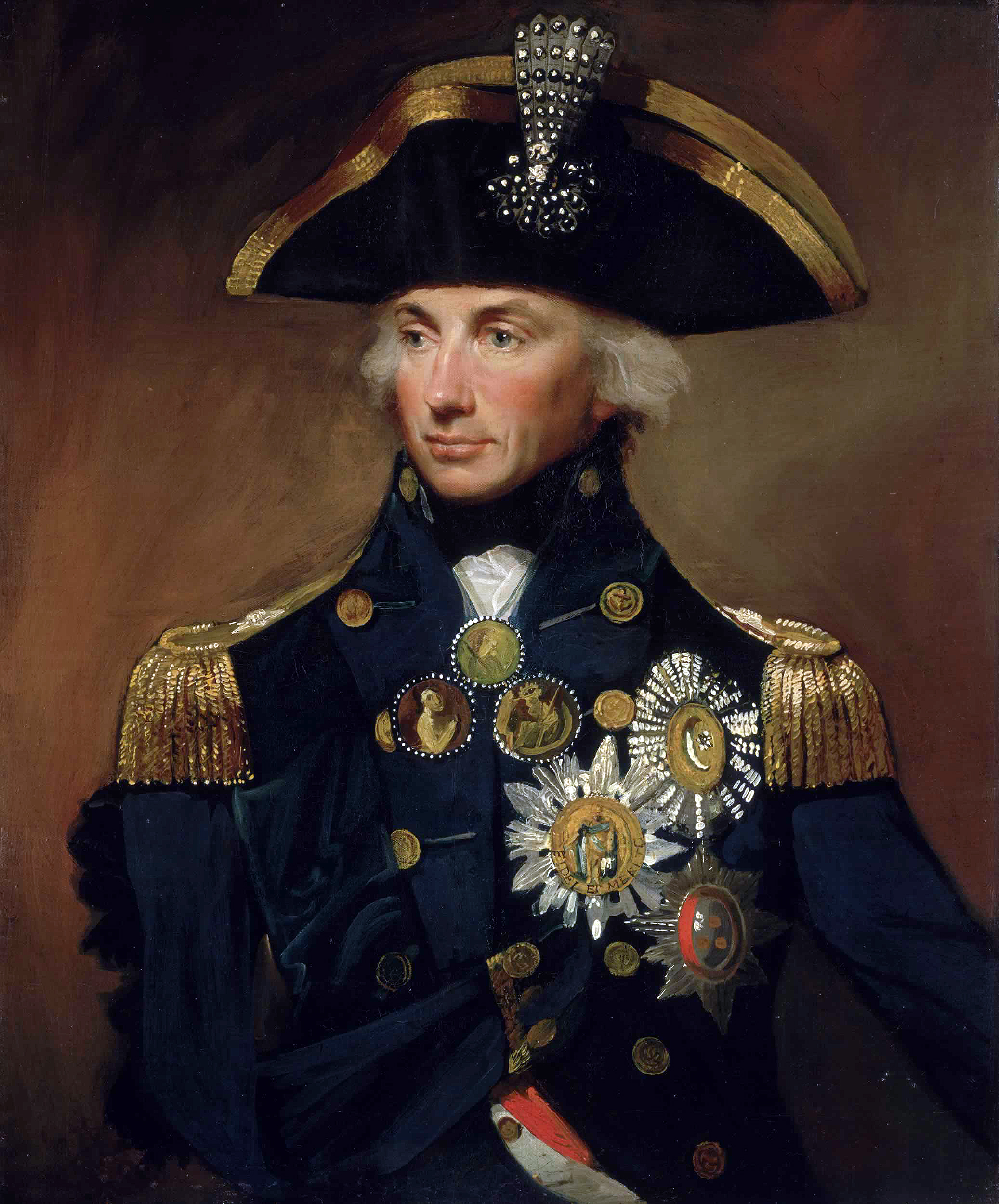
Almirante Nelson

En julio de 1805 tuvo lugar la primera batalla entre las flotas franco-española y británica conocida como batalla del Cabo Finisterre, de resultado incierto, pero fue el 20 de octubre de 1805, cuando se produjo el enfrentamiento decisivo: la batalla de Trafalgar. La flota británica, al mando del almirante Nelson, se encontró con la flota franco-española, al mando del almirante Villeneuve, a la altura del cabo de Trafalgar, frente a Cádiz, y la derrotó completamente, a pesar de la ligera superioridad naval aliada. Según Enrique Giménez, la derrota de la batalla de Trafalgar se explica por "inferior preparación de las tripulaciones franco-españolas y la mediocridad del almirante francés Villeneuve, que hizo caso omiso de las indicaciones de los marinos españoles, junto a la táctica naval del almirante inglés Horatio Nelson, un revolucionario de la guerra en el mar".  "La flota de combate británica, a favor de viento, atacó a la flota hispano francesa por el centro y la retaguardia, rompiendo en dos la línea de Villeneuve, y batiendo sucesivamente a los dos bloques navales enemigos, primero a la retaguardia y luego a la vanguardia. De este modo, la ligera inferioridad numérica de Nelson se invirtió... Sólo 9 de los 33 barcos aliados regresaron, maltrechos, a Cádiz, y murieron 4.500 marineros franceses y españoles".  En la batalla también murió el propio Nelson junto a los capitanes españoles Cosme Damián Churruca, Federico Gravina y Dionisio Alcalá Galiano.
Al haber perdido en Trafalgar una parte de su flota, la Monarquía de España ya no fue capaz de defender su Imperio de América, aunque las dos invasiones inglesas del Río de la Plata de 1806 y 1807 no lograron consolidarse y las tropas británicas se vieron obligadas a abandonar Buenos Aires, ocupada entre junio y agosto de 1806, y Montevideo, ocupada de febrero a julio de 1807, y reembarcar en sus buques.

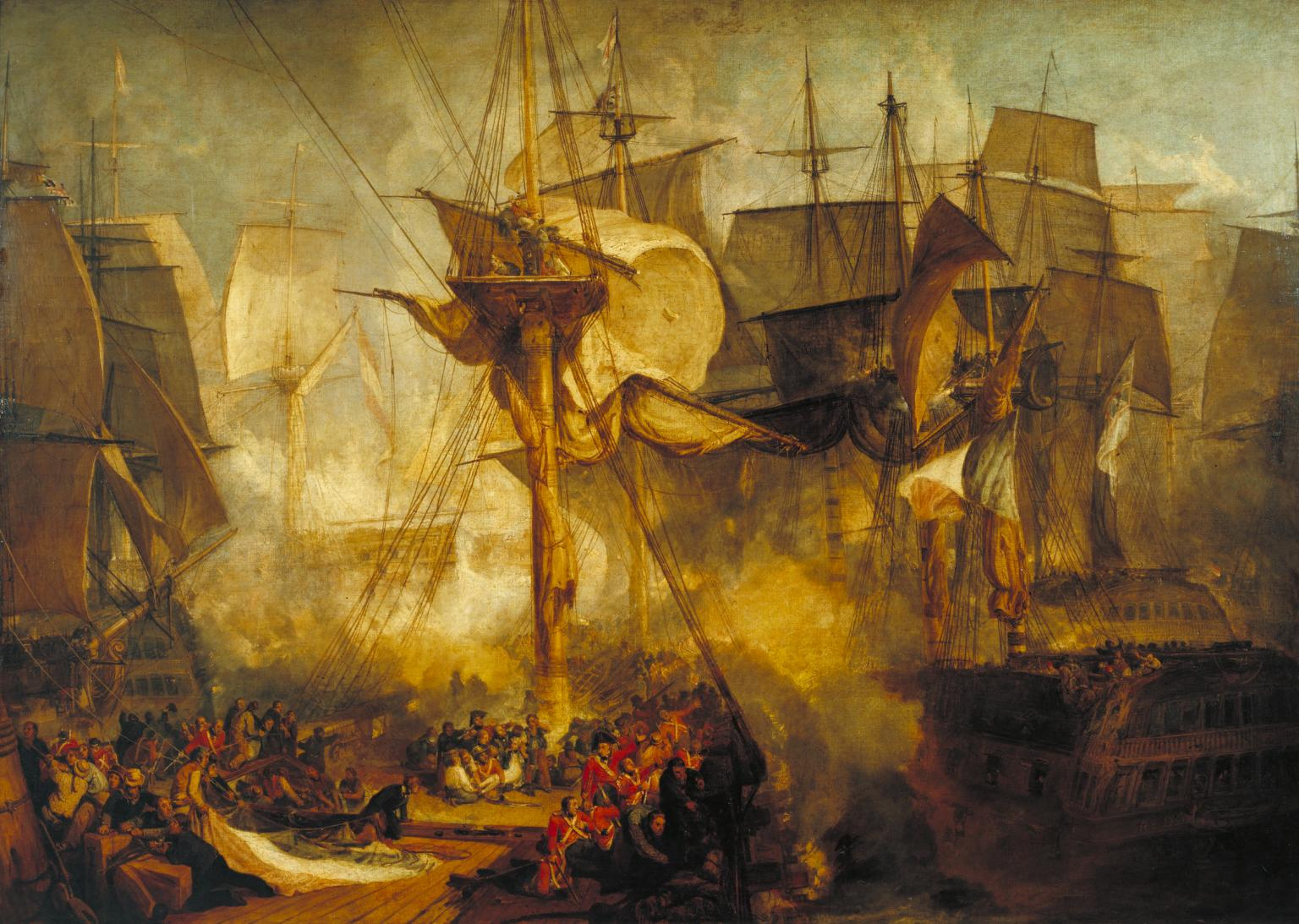
Batalla de Trafalgar, J. M. W. Turner (1806).

El dominio británico del Atlántico hizo que el comercio colonial español quedara completamente roto —por ejemplo, de las 969.000 arrobas de azúcar desembarcadas en Cádiz en 1804 se pasó a 1.216 en 1807—, reproduciéndose —y agravándose— la misma situación económica del periodo 1796-1802: volvieron las quiebras de compañías comerciales y de seguros en Cádiz, y de sociedades manufactureras en Cataluña.  Aún más grave fue la crisis de la Hacienda Real porque se interrumpieron las remesas de metales preciosos —en 1807 no llegó ni un solo barco con oro o plata— y se desplomaron los ingresos de las aduanas, por lo que fue incapaz de pagar a tiempo los intereses a los titulares de vales reales o los sueldos de los funcionarios. Para hacer frente a la práctica bancarrota de la Hacienda Real Carlos IV hubo de solicitar del papa autorización para la venta de la séptima parte de los bienes eclesiásticos, la cual le fue otorgada el 12 de diciembre de 1806.

## La descomposición de la Monarquía y la ocupación francesa (1807-1808)

### La campaña contra Godoy y la reina y el «complot de El Escorial»
A raíz del desastre de Trafalgar se generalizaron las críticas contra Godoy y su impopularidad se fue incrementando hasta convertirse en el personaje más odiado de la monarquía. Este rechazo a Godoy fue azuzado por una campaña "satírica, soez, denigratoria y profundamente reaccionaria" —en palabras del historiador Emilio La Parra— contra él y contra la reina, orquestada por el príncipe de Asturias Fernando en colaboración con buena parte de la nobleza y del clero, que tenían sus propios motivos para querer acabar con Godoy —"la nobleza, acabar con un advenedizo que había usurpado el lugar reservado a ella y, el clero, terminar con quien ponía en duda la inmunidad eclesiástica, es decir con quien se atrevía a exigir determinadas contribuciones a la Iglesia y aun osaba disponer de sus bienes para atender las necesidades del Estado"—. El príncipe mandó imprimir un 30 láminas a color con representaciones soeces y denigratorias de Godoy y de la reina —e implícitamente también del rey—  que en diciembre de 1806 repartió a un nutrido grupo de aristócratas como regalo de Nochebuena. Las estampas iban acompañadas por unas letrillas o versos que suponían una crítica feroz y chabacana de Godoy, al que se denominaba «choricero», «príncipe de la pasa», «duque de la alcuza», «caballero de la ordinariez», «detentador de todo»..., y cuyo puesto lo debía a sus amoríos con la reina «Luisa Tonante». Dos ejemplos de estas «ingeniosas» coplillas son los siguientes:

Entró en la Guardia Real
Y dio el gran Salto mortal.
Con la Reina se ha metido
Y todavía no ha salido.
Y su omnímodo poder

Viene de saber... cantar.
Mira bien y no te embobes
Da bastante AJIPEDOBES.
Si lo dices al revés
Verás los bueno que es.

Que a España e Indias gobierna
por debajo de la pierna.

Las intenciones del príncipe heredero —alentado por su preceptor el canónigo Juan Escóiquiz, firme partidario de estrechar la alianza con Napoleón— y del "partido fernandino" que lo apoyaba —entre los que destacaban el duque del Infantado, el duque de San Carlos, el marqués de Ayerbe, el conde de Orgaz, el conde de Teba, el conde de Montarco y el conde de Bornos—, se hicieron patentes cuando se descubrió en octubre de 1807 el llamado complot de El Escorial que pretendía destituir a Godoy y lograr la abdicación del rey Carlos IV en favor del príncipe Fernando. Según Enrique Giménez el detonante de la misma había sido la concesión de Carlos IV a Godoy del título de "Alteza Serenísima", un título reservado a los miembros de la familia real. "Para Fernando y su partido la decisión fue considerada como el inicio de una conjura destinada a apartar a Fernando de la sucesión al trono y a nombrar a Godoy como regente a la muerte de Carlos IV, desenlace muy probable pues el rey había estado muy enfermo en el otoño de 1806, temiéndose por su vida".
Descubierto el complot del «más ignominioso e inaudito plan», en palabras de Carlos IV, éste ordenó la detención o el destierro de todos los nombres implicados —algunos de los cuales ya tenían asignados los caros que desempeñarían una vez Fernando fuera proclamado rey— y la reclusión en sus habitaciones del príncipe de Asturias, además de mandar celebrar misas en acción de gracias. Sin embargo, Carlos IV, aconsejado por su confesor Felix Amat concedió el perdón a su hijo Fernando lo que reforzó la patraña que habían difundido los conjurados de que el "complot de El Escorial" había sido una farsa urdida por Godoy para desprestigiar al príncipe de Asturias y hacerse él con la sucesión al trono. Esta "teoría" se vio reforzada cuando los jueces designados por el Consejo de Castilla absolvieron a los nobles implicados en el complot.
Paradójicamente, pues, de la "conjura de El Escorial" salió fortalecido el príncipe Fernando —considerado víctima de la ambición de su madre y de su perverso favorito—, y los desprestigiados fueron Godoy, la reina y el "débil" Carlos IV. El Príncipe de Asturias no desaprovecharía la segunda oportunidad que tuvo para hacerse con el trono en marzo del año siguiente.

### El final del reinado de Carlos IV: el «motín de Aranjuez» de marzo de 1808
El mismo día en que se descubrió el "complot de El Escorial" (el 27 de octubre de 1807), Napoleón y la Corona española firmaban el Tratado de Fontainebleau, por el que se acordaba la ocupación de Portugal por tropas franco-españolas y la desmembración del reino portugués en tres Estados, uno de los cuales, el del Sur denominado "Principado de los Algarbes", quedaría bajo el gobierno de Manuel Godoy, y los tres reconocerían al rey de España como "protector". El interés de Napoleón por Portugal estribaba en que quería cerrar el bloqueo continental que había ordenado en noviembre de 1806 y que pretendía ahogar la economía británica impidiendo el comercio con el resto de Europa —un plan que según algunos historiadores no era tan descabellado como podía parecer porque cuando estalló la insurrección antifrancesa en España en la primavera y el verano de 1808 los banqueros y comerciantes de la City de Londres estaban al borde de la quiebra—. El 18 de octubre de 1807, antes incluso de la firma efectiva del Tratado, tropas francesas comenzaron a cruzar la frontera en dirección a Portugal. Un mes después el general francés Junot entraba en Lisboa y las tropas francesas y españolas ocupaban en pocos días todo el territorio de Portugal —unos días antes, la familia real portuguesa había abandonado Lisboa en dirección a Río de Janeiro, en su colonia de Brasil, donde establecería su corte—.
Conquistada Portugal, era el momento de hacer público el Tratado de Fontainebleau, que hasta entonces había permanecido secreto, y proceder a la división del reino, tal como se había acordado, pero Napoleón se opuso dando largas al asunto, a pesar de las reiteradas peticiones de Carlos IV. La razón era que Napoleón había decidido intervenir en España e incorporar las provincias españolas del norte de España a Francia situando la nueva frontera franco-española en el Ebro,  por lo que el 6 de diciembre de 1807 había dado la orden de que un ejército cruzara los Pirineos para unir su fuerza a las ya existentes en la península. A continuación, el 28 de enero de 1808, dio órdenes inequívocas para que las tropas francesas procedieran a la ocupación militar de España. En febrero ya había en España un ejército de 100.000 soldados franceses supuestamente "aliados". Godoy y el rey Carlos IV fueron definitivamente conscientes de las intenciones de Napoleón cuando el 16 de febrero las tropas francesas ocuparon a traición la ciudadela de Pamplona, y cuando el día 5 de marzo, hicieron lo mismo en la de Barcelona.
Inmediatamente Godoy inició los preparativos para la partida de los reyes hacia el sur de España, y si llegara el caso embarcarlos hacia las colonias americanas, coma había hecho la familia real portuguesa. Pero el Príncipe de Asturias y sus partidarios intervinieron para desbaratar esos planes e impedir la salida de los reyes de la Corte, pues estaban convencidos de que la intervención de Napoleón en España iba destinada a destituir a Godoy y a facilitar el traspaso de la corona de Carlos IV a su hijo, Fernando, sin otras consecuencias. Así se puso en marcha la maquinaria que conduciría al «motín de Aranjuez» del 17-19 de marzo de 1808.
El motín "popular" de Aranjuez fue preparado concienzudamente por el "partido fernandino". Se cambió la guarnición el día 16 de marzo para que estuviera mandada por oficiales comprometidos con la nueva conjura y "fue trasladado desde Madrid al Real Sitio [de Aranjuez] un número indeterminado de alborotadores convenientemente retribuidos por los organizadores, entre los que destacó nuevamente el conde de Teba, que utilizó para esta ocasión el alias de Tío Pedro".
El miércoles 16 de marzo de 1808 en las calles de Aranjuez, donde se encontraba entonces reunida la corte, aparecieron pasquines con leyendas como «Viva el Rey y venga a tierra la cabeza de Godoy» o «Viva el Rey, viva el príncipe de Asturias, muera el perro de Godoy». Al día siguiente por la noche estallaba el motín "popular" y el palacio real era rodeado por la multitud y por soldados para impedir el supuesto viaje de la familia real. Asimismo el palacio de Godoy era asaltado y saqueado —Godoy fue detenido y enviado preso al castillo de Villaviciosa—. El 18 de marzo, Carlos IV ante la presión de las amotinados firmó la destitución de Godoy y a continuación, el día 19, abdicó en su hijo Fernando (VII). "Era un hecho insólito que un monarca fuera forzado a abdicar por una parte importante de la aristocracia y por el príncipe heredero", afirma Enrique Giménez.
La caída de Godoy y la entronización de Fernando VII fue recibida con gran alborozo. Mientras se quemaban efigies de Godoy y se difundían escritos satíricos, Fernando rey era exaltado como una especie de libertador o mesías: «Ya España ha resucitado / con su nuevo rey Fernando». Al mismo tiempo fueron asaltadas por la multitud las casas de muchos "godoyistas" y uno de ellos fue asesinado, mientras el resto eran detenidos. Asimismo personajes apartados del poder por Godoy recuperaron sus cargos, como Meléndez Valdés.
Una de las primeras medidas que tomó Fernando VII fue prometer a Napoleón una colaboración más estrecha y pedir a los habitantes de Madrid que acogieran como fuerzas amigas a las tropas del mariscal Murat que se encontraban en las cercanías y que hicieron su entrada en la "villa y corte" el 23 de marzo. Murat siguiendo las instrucciones de Napoleón obligó al nuevo rey a que pusiera bajo su protección a los reyes depuestos, "lo cual venía a suponer que, en el caso de ser conveniente a los intereses napoleónicos, Caros IV podía ser repuesto en el trono, y obligaba a Fernando a lograr el espaldarazo del Emperador que confirmara su acceso al trono por medios tan inadecuados".

### El final de la Monarquía absolta borbónica: las «abdicaciones de Bayona» de mayo de 1808
Tras el motín de Aranjuez, Napoleón cambió su plan inicial de desmembrar la monarquía española por el de asimilarla a su Imperio, mediante el cambio de la dinastía de los Borbones por un miembro de su familia, "ya que creía imposible restablecer en el trono a Carlos IV contra la opinión de gran parte de la nación, y no deseaba reconocer a Fernando VII, sublevado contra su padre".
Para llevar a cabo su plan convocó a toda la familia real española para que se reuniera con él en Bayona, incluido Godoy que fue liberado por los franceses el 27 de abril, el mismo día en que se conoció en Madrid que el viaje del rey Fernando VII a la frontera a entrevistarse con Napoleón.  En Bayona tanto Fernando VII como Carlos IV ofrecieron poca resistencia a los planes de Napoleón de situar en el trono de España a un miembro de su familia y en menos de ocho días abdicaron de la corona de España en su favor. Todo esto quedó rubricado con la firma del Tratado de Bayona el 5 de mayo entre Carlos IV y Napoleón Bonaparte, por el que el primero cedía al segundo sus derechos a la Corona española, con dos condiciones: el mantenimiento íntegro del territorio de la monarquía y el reconocimiento de la religión católica como la única en ella. Días después firmarían su renuncia a los derechos sucesorios que pudieran corresponderles, el propio Fernando, su hermano Carlos María Isidro, y el tío de ambos, el infante don Antonio. El historiador Emilio La Parra explica así la facilidad con que se produjeron las abdicaciones de Bayona:

La casa real española llegó a tal estado de desmoronamiento que únicamente restaba un pequeño impulso para provocar su completa desintegración, el que Napoleón imprimió en unas cuantas entrevistas en Bayona. Fernando VII estaba lleno de miedo y de vergüenza y sin idea alguna sobre el modo de resolver la situación española. Ni siquiera contó con un consejo adecuado, pues no fueron capaces de ofrecérselo sus íntimos (los inevitables Escoiquiz e Infantado, con el conde de San Carlos a su lado. [...] Godoy no se pareció en casi nada a sí mismo y no influyó en las negociaciones importantes Permaneció como ausente de todo, de la misma forma que su monarca Carlos IV, y ambos se limitaron a aceptar el resultado ofrecido por el emperador. Todo estaba ya vencido para ellos, aunque ese sentimiento no nació en Bayona, sino antes, desde el ingreso de Godoy en prisión.

Así justificó Napoleón el cambio de dinastía en un decreto aparecido en la Gaceta de Madrid el 5 de junio en el que además comunicaba la convocatoria de la Asamblea de Bayona:

Españoles: después de una larga agonía, vuestra nación iba a perecer. He visto vuestros males, y voy a remediarlos. Vuestra grandeza y vuestro poder hacen parte del mío.

Vuestros príncipes me han cedido todos sus derechos a la corona de las Españas: yo no quiero reinar en vuestras provincias; pero quiero adquirir derechos eternos al amor y al reconocimiento de vuestra posteridad. 

Vuestra monarquía es vieja: mi misión se dirige a renovarla; mejoraré vuestras instituciones, y os haré gozar de los beneficios de una reforma, sin que experimentéis quebrantos, desórdenes ni convulsiones.

Españoles: he hecho convocar una asamblea general de las diputaciones de las provincias y de las ciudades. Yo mismo quiero saber vuestros deseos y vuestras necesidades. 

Entonces depondré todos mis derechos, y colocaré vuestra gloriosa corona en las sienes de otro Yo mismo, asegurándoos al mismo tiempo una constitución que concilie la santa y saludable autoridad del soberano con las libertades y los privilegios del pueblo. 

Españoles: acordaos de lo que han sido vuestros padres, y mirad a lo que habéis llegado. No es vuestra la culpa, sino del mal gobierno que os regía. Tened suma esperanza y confianza en las circunstancias actuales; pues Yo quiero que mi memoria llegue hasta vuestros últimos nietos, y que exclamen: Es el regenerador de nuestra patria.

Dado en nuestro palacio imperial y real de Bayona a 25 de mayo de 1808

El 5 de junio de 1808 Napoleón cedía sus derechos al trono de España a su hermano José, a la sazón rey de Nápoles. Unos días antes, el 24 de mayo, el periódico oficial La Gaceta de Madrid había publicado la convocatoria de una Asamblea de los tres estamentos del Reino (50 diputados por cada uno) que se celebraría en Bayona el día 15 de junio para aprobar una Constitución para la Monarquía. Sin embargo, llegada la fecha sólo se presentaron 65 representantes, pues en España había estallado una insurrección generalizada antifrancesa que no reconocía las "abdicaciones de Bayona". [La llamada "Constitución de Bayona" llegó finalmente a aprobarse y fue la norma legal superior que rigió en la Monarquía de José I durante los 4 años de su existencia. En ella se recogían ciertos principios liberales como la supresión de los privilegios, la libertad económica, las libertades individuales y una cierta libertad de prensa].
Durante los años siguientes la familia real española vivirá bajo la protección del emperador francés. Carlos IV, la reina María Luisa y el infante Francisco de Paula, siempre acompañados por Godoy, se establecerán en Roma, después de pasar por Aix-en-Provence y Marsella. Fernando, Carlos María Isidro y don Antonio permanecerán retenidos en el palacio de Valencay, donde, según el historiador Josep Fontana, "darían, por la pluma del primero, las más repulsivas pruebas de su vileza moral":

Fernando felicitaría a Napoleón por sus victorias militares: «Es un placer que he tenido viendo en los papeles públicos las victorias con que la providencia corona nuevamente la augusta frente de V.M.I. y R. Nos estimulan a felicitarle con el respeto, el amor y el reconocimiento en que vivimos bajo la protección de V.M.I. y R». O escribiría más adelante a su carcelero: «Mi gran deseo es ser hijo adoptivo de S.M. el emperador, nuestro augusto soberano. Yo me creo digno de esta adopción, que sería, verdaderamente, la felicidad de mi vida, dado mi amor y mi perfecta adhesión a la sagrada persona de S.M.I. y R., y mi sumisión y entera obediencia a sus pensamientos y a sus órdenes».

### La sublevación antifrancesa: el inicio de la revolución española
Desde que las tropas francesas entraron en Madrid a finales de marzo de 1808 se produjeron incidentes entre civiles y soldados y el sentimiento antifrancés fue creciendo especialmente cuando corrió el rumor de que las tropas francesas estaban dificultando el abastecimiento en la capital y cuando se conoció el viaje del rey a Bayona y que Godoy había sido liberado. Asimismo circularon impresos que mostraban el malestar por la presencia de las tropas y desde el púlpito algunos clérigos alimentaron ese sentimiento. Este clima de creciente tensión desembocó en el estallido de un motín popular el 2 de mayo de 1808 cuando corrió la noticia de que también se iba a trasladar a Bayona al resto de la familia real. Todavía hoy es objeto de debate si la revuelta fue espontánea o estuvo organizada con antelación por algunos oficiales del parque de artillería, en particular Pedro Velarde. Lo que sí está probado es que en el motín antifrancés participaron personas de los pueblos próximos a Madrid. La revuelta se saldó con la muerte de 409 personas.
Aunque el inicio de la guerra de la Independencia española se suele situar en la fecha del 2 de mayo, "la revuelta decisiva se produjo cuando la Gaceta de Madrid, correspondiente a los días 13 y 20 de mayo, dio la noticia de las abdicaciones [de Bayona]". A partir de entonces se generalizó el alzamiento antifrancés por toda España y en prácticamente todos los sitios las autoridades tradicionales fueron sustituidas por Juntas formadas por personajes de relieve en la vida política, social y económica. Asimismo comenzó a organizarse la resistencia militar a la ocupación francesa. Así, el ejército francés que pretendía ocupar Andalucía fue derrotado en la batalla de Bailén (Jaén) el 22 de julio por un ejército organizado rápidamente por la Junta de Sevilla y al mando del general Castaños.
La victoria de Bailén obligó al nuevo rey José I Bonaparte, que acababa de hacer su entrada en la capital el 20 de julio, a abandonar Madrid apresuradamente el 1 de agosto, junto con los ejércitos franceses que se replegaron al otro lado del río Ebro. Así pues, en el verano de 1808 casi toda España estaba bajo la autoridad de los nuevos poderes de las Juntas, que reunidas en Aranjuez el 25 de septiembre decidieron no reconocer el cambio de dinastía y asumir el poder apelando a la soberanía del pueblo con el nombre de Junta Central Suprema y Gubernativa del Reino. Sería el inicio de la Revolución Española. Como afirmaba el poeta Manuel José Quintana en su Ultima carta a Lord Holland, «estas revueltas, esta agitación no son otra cosa que las agonías y convulsiones de un Estado que fenece».

Toda la nación está sobre las armas para defender los derechos de su Soberano (...). No es menos digno de admiración, que tantas provincias diversas en genio, en carácter y aun en interés, en un solo momento y sin consultarse unas a otras, se hayan declarado por su rey; conviniendo no sólo en la opinión sino también en el modo, formando los mismos votos, tomando las mismas medidas, y estableciendo una misma forma de gobierno. 

Esta misma forma fue la más acertada y conveniente para el gobierno particular de cada provincia; pero no basta para la unión de todas, y ya es indispensable dar mayor extensión a nuestras ideas, para formar una sola nación, una autoridad suprema que en nombre del Soberano reúna la dirección de todos los ramos de la administración pública: en una palabra, es preciso juntar las Cortes o formar un cuerpo supremo, compuesto de los diputados de las provincias, en quien resida la regencia del reino, la autoridad suprema gubernativa y la representación nacional...". Carta de la Junta de Valencia a las restantes Juntas provinciales del 16 de julio de 1808

## Cédulas Reales
Durante su reinado se proclamaron diferentes cédulas reales, como la que en 1789 autorizaba el comercio de esclavos.